# Маркакольський заповідник
Маркако́льський запові́дник, повна офіційна назва Маркако́льський держа́вний приро́дний запові́дник (каз. Марқакөл мемлекеттік табиғи қорығы) — природний заповідник, розташований у Східноказахстанській області Казахстану. Заснований 4 серпня 1976 року. Площа охоронюваної території становить 102 971 га. Заповідник створений задля охорони природних комплексів Південного Алтаю, в тому числі озера Маркаколь, навколишньої тайги і цінних озерних риб.
Флора заповідника налічує понад 700 видів рослин. З них щонайменше 10 належать до ендеміків Алтаю, 72 види перебувають під охороною того чи іншого рівня, 23 — занесені до Червоної книги Казахстану. Фауна Маркакольського заповідника включає ссавців 59 видів, птахів — 245, плазунів — 2, земноводних — 2, риб — 6, і за неповними даними, 504 види безхребетних. 22 представники заповідної фауни занесені до Червоної книги Казахстану, 11 — до Червоного списку Міжнародного союзу охорони природи, з них 5 таксонів ендемічні.
Заповідник названий на честь головного географічного об'єкта на його території — найбільшого в казахстанській частині Алтайських гір озера Маркаколь.

## Історія
Найдавніші сліди людської присутності в околицях озера Маркаколь датують залізною добою. Тоді ці землі населяло плем'я чудь, представники якого вміли видобувати залізо і мали навички примітивного ковальства. В наступні історичні періоди Південний Алтай був малонаселеним, залишків людських поселень у межах сучасної заповідної території не збереглося. З XVIII сторіччя алтайські терени потрапляють до зони колоніальних інтересів Російської імперії, тому їх починають активно досліджувати. Перші експедиції в околиці Маркаколя носили загальногеографічний описовий характер. У XVIII—XIX сторіччях тут працювали такі природознавці, як Йоган Сіверс, Петер-Симон Паллас, Г. С. Карелін, Г. М. Потанін, О. М. Нікольський, Альфред Брем і Отто Фінш.

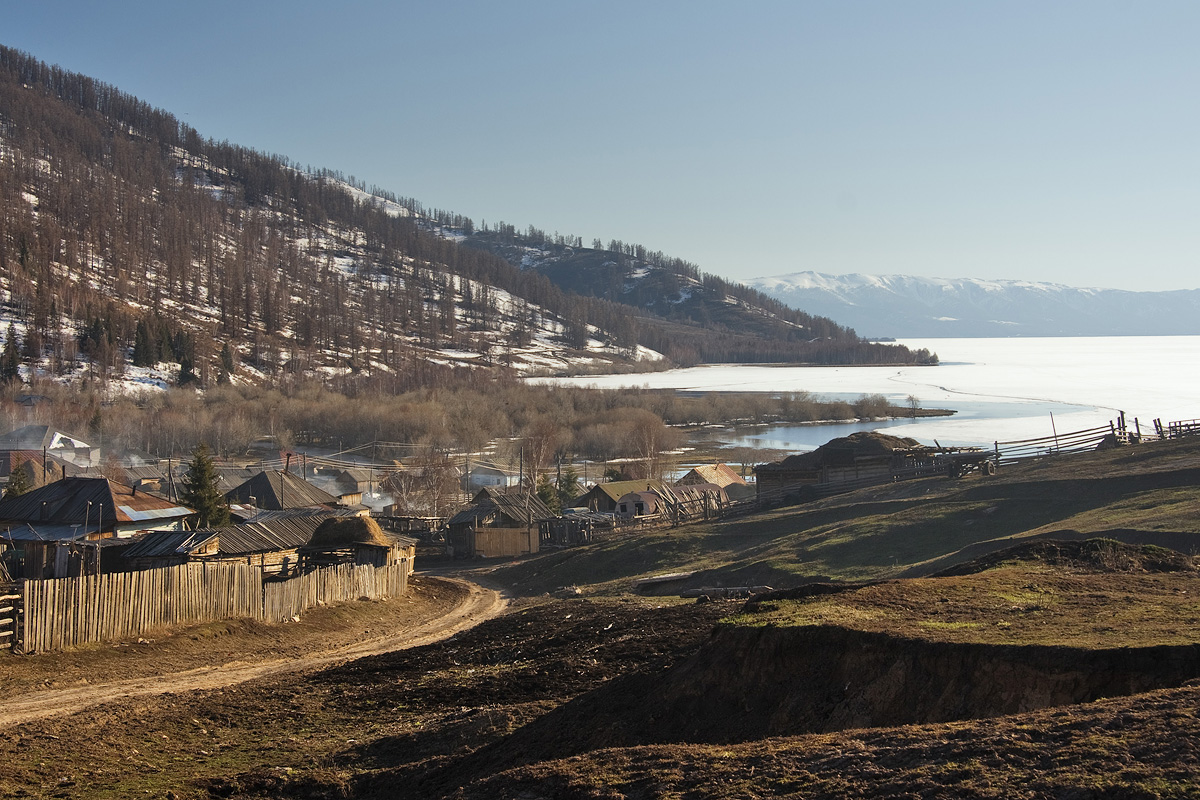
Село Урунхайка, в якому розташована адміністрація заповідника.

З 1920-х років природознавчі дослідження навколо Маркаколя стають глибшими і різноманітнішими, тепер сюди виряджають комплексні експедиції провідних університетів і науково-дослідних інститутів СРСР. Сукупним результатом їхньої діяльності стало заснування 4 серпня 1976 року Маркакольського державного природного заповідника. Його терени включали три ділянки: 1) південну горно-лісову площею 6250 га, яка простягалась між південним берегом озера Маркаколь і північними схилами Азу-Тау; 2) приозерну площею 609 га, що обіймала частину північного берега озера в гирлах річок Топольовка і Джиренька; 3) північну горно-лісову площею 20 050 га, що охоплювала Курчумський хребет з верхів'ями річок Топольовка, Тау-Текелі, Тихушка і Сорвьонка. Загалом з 71 367 га заповідної зони 26 917 га припадало на суходіл, а 44 450 га — на озерну акваторію. Крім того, ще 8 га у гирлі Урунхайки виділили під адміністративний центр (садибу) заповідника. Навколо кордонів природоохоронної установи встановили переривчасту буферну зону завширшки 2 км. Пізніше заповідну зону розширили так, що її приозерна і північна горно-лісова ділянки злились. Сучасна площа заповідника сягає 102 971 га і охоплює 87 % Маркакольської котловини. Акваторія озера займає 44,7 % заповідної зони.

## Клімат

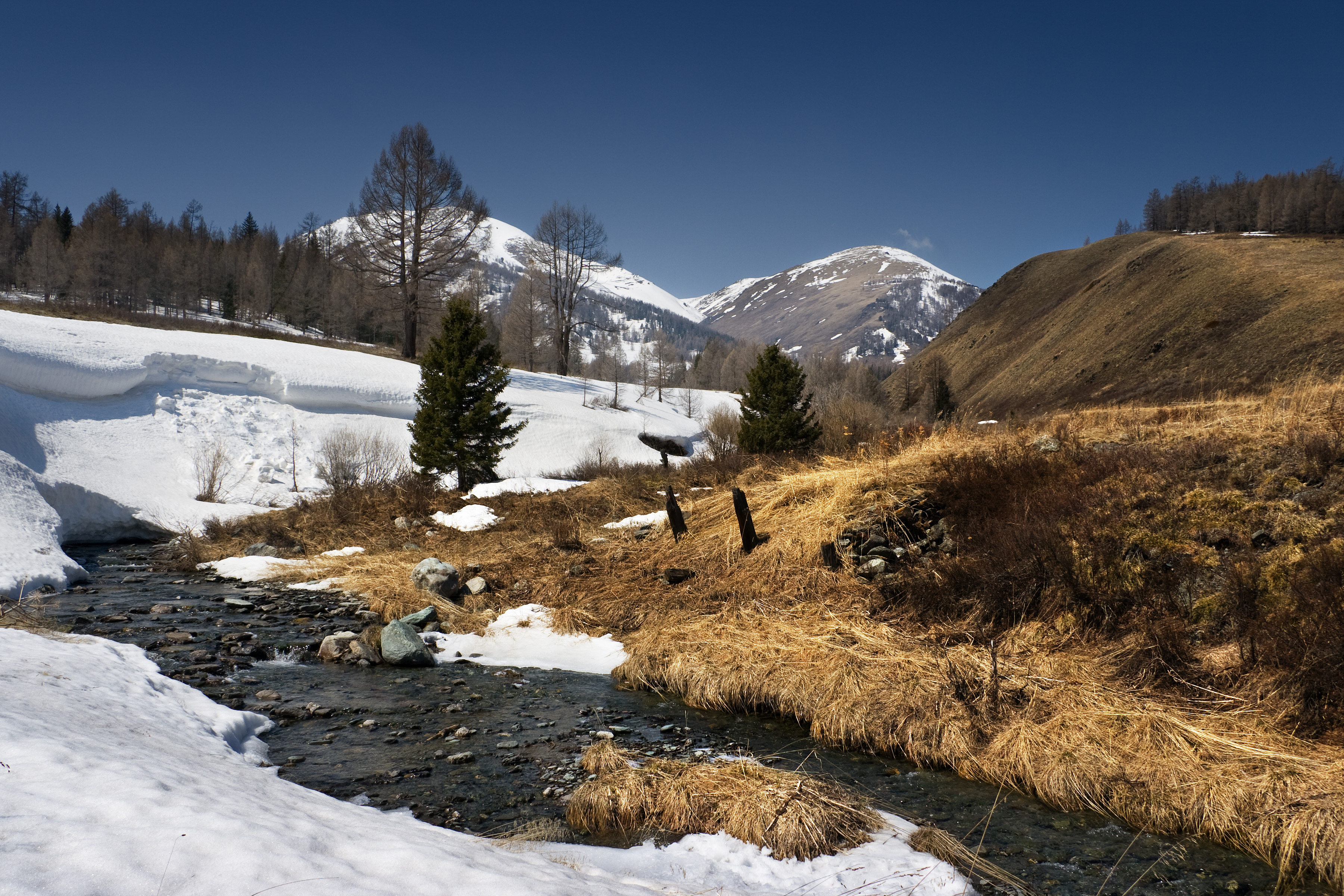
Травень на заповідній річці Кара-Каба. В той час, коли на південному схилі сніг вже розтанув, північний ще має потужний сніговий покрив.

На теренах Маркакольського заповідника клімат різко континентальний з морозною багатосніжною зимою і теплим помірно вологим літом. Околиці Маркаколя є найхолоднішою місцевістю Південного Алтаю і Казахстану загалом. Середньорічна температура повітря тут дорівнює –4,1 °C. Середня температура найхолоднішого місяця року, січня, становить –25,9 °C. Середня температура найтеплішого місяця, липня, сягає лишень +14,1 °C. Екстремальні літні температури відносно невисокі (+29 °C), натомість зимові можуть падати до –40…–44 °C, зрідка до –53 °C. Абсолютний мінімум зафіксований у селі Орловка становив –55 °C. В середньому на рік 162 дні бувають з температурами, вищими за 0 °C. Безморозний період із температурами вищими за +5 °C триває 60—70 днів. Радіаційний баланс дорівнює 22,1 ккал/см³ на рік.
Середньорічна кількість опадів у Маркакольському заповіднику коливається в дуже широких межах — від 321 до 731 мм, причому за один місяць з цієї суми може випасти 110—120 мм. Більша частина опадів (230—266 мм) випадає у холодний період року, що триває в середньому з 15 жовтня по 5 травня. В деякі роки пізні снігопади трапляються наприкінці травня, а перший сніг спостерігають у серпні-вересні. Середня висота снігового покриву становить 40—70 см, у багатосніжні зими вона може сягати 100—150 см. Над Маркаколем переважає ясна погода: безхмарних днів буває близько 148—179 на рік (40—49 %), днів з легкою хмарністю — 67—112 (19—31 %), похмурих — 106—129 (29—35 %). Взимку кожні 5—10 днів над Маркаколем спостерігають температурні інверсії, обумовлені поєднанням низьких температур з відносно високою вологістю повітря. Такі інверсії проявляють себе туманами, які інколи тривають по кілька днів, заповнюючи всю озерну котловину.
Переважним напрямком вітрів над Маркакольським заповідником є південно-східний (47,6 %). У середньому 69 днів на рік бувають вітряними, з них від 6 до 12 днів із сильними поривчастими вітрами (шквалами). Найсильніший з таких вітрів, «чумек», навесні та влітку може збурити на озері шторм з висотою хвиль 1—2 м. До числа місцевих вітрів відносять так звану «тихушку», що дме у напрямку півдня і передвіщає переміну погоди. Протилежний за напрямком південний вітер «урунхайка» дме цілоріч, але переважно ввечері і вночі. Зрідка над озером спостерігають вітри ураганної сили «маральник» і «темірбек».

## Географія

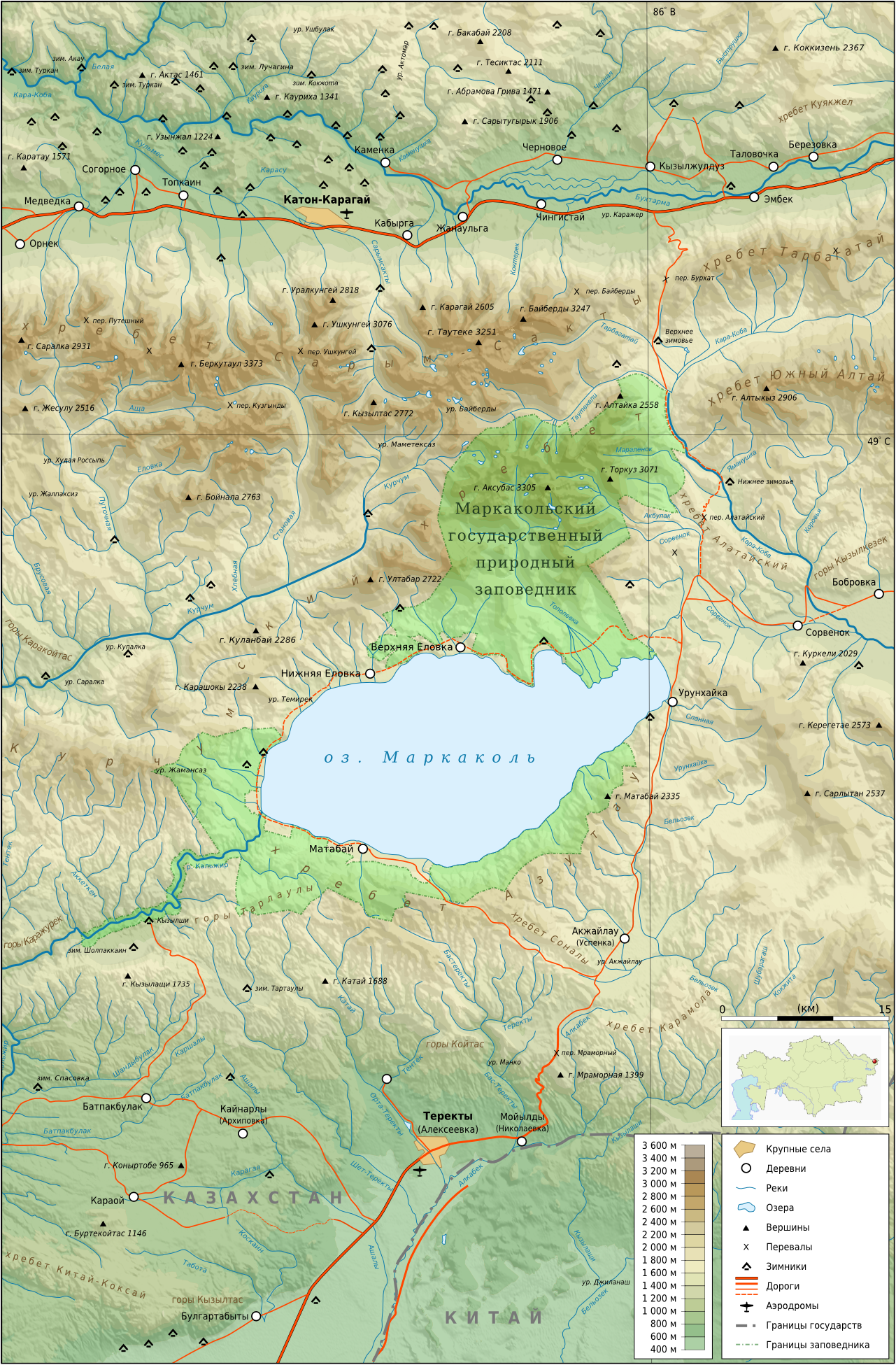
Розташування Маркакольського заповідника.

Маркакольський заповідник розташований на крайньому сході Казахстану неподалік від державного кордону з Китаєм. Адміністративно його територія належить Катон-Карагайському і Курчумському районам Східноказахстанської області. Заповідна зона природоохоронної установи складається з двох ділянок: північної і південної. Перша простирається Катон-Карагайським районом від північного берега Маркаколя в меридіональному напрямку. За 15 км на північ від її кордону пролягає автомобільна дорога, на якій розташовані села Катон-Карагай, Кабирга, Жана-Ульга, Шингистай, Єнбек. Друга ділянка тягнеться Курчумським районом уздовж південного берега озера в широтному напрямку. Найближчим до неї населеним пунктом є село Маркаколь. Також на східному березі озера посередині між двома заповідними ділянками знаходиться село Урунхайка, в якому розташована адміністрація заповідника. Слід зазначити, що кордони заповідника обтікають ряд вже неіснуючих сіл: Верхню Єловку, Карагайлибулак, Матабай.
У фізико-географічному відношенні Маркакольський заповідник знаходиться в Південно-Алтайській провінції гірської країни Південносибірських гір. Тут він займає граничне положення, будучи оточеним з одного боку казахстанським степом і лісостепом, з другого — тайгою півдня Сибіру, з третього — пустелями і напівпустелями Центральної Азії, що впливає на видове розмаїття його рослинного і тваринного світу. Заповідна територія лежить у тектонічній котловині, окресленій з півночі Курчумським хребтом, а з півдня — хребтом Азу-Тау. Біля північного кордону охоронювана зона охоплює також західні відроги Алатайського хребта і Південного Алтаю. Найнижча точка заповідника — поверхня озера Маркаколь — лежить на висоті 1447 м над рівнем моря, найвища точка охоронюваної території — гора Аксу-Бас заввишки 3304,5 м. Північна ділянка заповідника також включає такі визначні вершини, як Торкуз (3071 м) і Алтайка (2558 м). Найвищою горою південної ділянки є вершина Матабай (2335 м).
Загалом ландшафти Маркакольського заповідника мають вигляд типового середньогір'я з крутими схилами і сильно пересіченим рельєфом. Однак обриси гір на північній і південній ділянках дещо відмінні. Гори Курчумського хребта мають гострі вершини і гребені, подекуди увінчані чудернацькими останцями. Багато з місцевих вершин вкриті суцільними осипами з великих уламків, від яких беруть початок кам'яні річки (місцевою говіркою «курумники»). На таких схилах чимало скель і щебінчастих полів. Місця, вкриті рослинністю, мають типовий для альпійського поясу вигляд високогірних тундр і луків. Курчумський хребет, особливо у своїй північно-східній частині, пересічений скелястими ущелинами, каньйонами і цирками, дно яких наповнюють мальовничі яскраво-сині озера. Більшість його відрогів не досягають Маркаколя, утворюючи на західному, північному і північно-східному березі приозерну рівнину завширшки 1—2 км. Хребет Азу-Тау являє собою горбистий вододіл зі згладженими куполоподібними вершинами. Деякі з його вершин набули вигляду плато, вкритих розсипами плит і брил, серед яких поодиноко височіють окремі скелі. Альпійські луки цих гір набувають остепнених рис. Однак схили Азу-Тау круті, пересічені глибокими долинами річок і струмків. До Маркаколя вони підступають упритул, так що деякі відроги утворюють в озері своєрідні миси (по-місцевому «притори»).

## Гідрологія
Серед усіх заповідних водойм озеро Маркаколь займає головне місце в екосистемах з огляду на його великий розмір і вплив на мікроклімат. Ця водойма важлива як середовище існування рідкісних риб, до встановлення охоронного режиму озеро також відігравало значну роль у місцевому господарстві. Маркаколь витягнутий у напрямку з північного сходу на південний захід на 38 км при ширині в 6—19 км. Маючи площу 445 км² при середній глибині 14,3 м, воно вміщує 6,5 км³ води. У найглибших місцях його дно від поверхні відділяють 24—27 м водної товщі. Довжина берегової лінії сягає 106 км. Узбережжя Маркаколя хвилясте, але вирізане слабо, лише де-не-де його перетинають миси й неглибокі затоки. Береги озера переважно заболочені, мулисті, на коротких відтинках можуть бути піщаними, галечниковими, кам'янисто-валунними. Мулисті рівнинні береги займають болота і прилеглі до них луки, на більш підвищених і гористих ділянках розвинуті зарості верби, березини, ялинники.

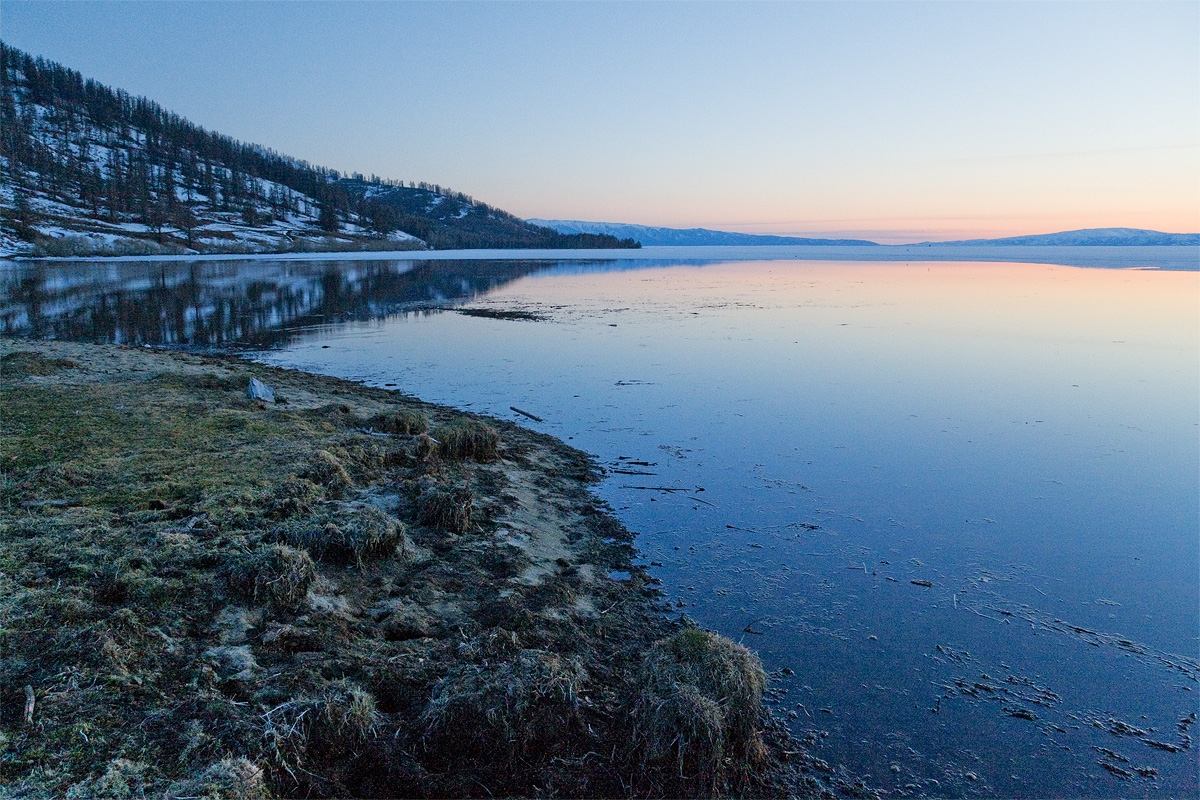
Захід сонця над Маркаколем.

Маркаколь відомий на всю околицю своїм яскравим і мінливим кольором. Найчастіше озеро можна побачити насичено-синім або блакитним, іноді зеленкуватим, на заході сонця воно випромінює золотаві, рожеві, білуваті тони, в рідкісних випадках його води набувають сірого, сріблястого або чорного відтінку. Воду Маркаколя відносять до гідрокарбонатного класу, кальцієвої групи; водночас її визначають як ультрапрісну, тобто за сумарним вмістом солей майже не мінералізовану. Маркакольська вода дуже м'яка, слабокисла, прозора. Її непересічні фізико-хімічні властивості обумовлені тим, що озеро живлять майже виключно льодовикові води надзвичайної чистоти.
Гідрографічна мережа Маркакольського заповідника досить густа, однак її складають здебільшого дрібні струмки і невеликі гірські річки. Основними постачальниками талих вод в озеро слугують Топольовка (23 км), Карагайлибулак (9,5 км), Матабай (7,5 км), Джиренька (7 км), а загалом в озеро впадають 95 водотоків (з них 27 — малі річки). Усі вони мають вузькі річища (завширшки 2—5 м), незначну глибину (1—3 м) і стрімку бурхливу течію. У верхів'ях річок часто трапляються невеликі водоспади. Витікає з озера Маркаколь лише одна річка — Кальджир, притока Іртишу. Взимку Маркаколь повністю замерзає, при цьому шар криги на ньому сягає 60—120 см завтовшки. Льодостав зазвичай завершується наприкінці листопада (іноді на початку листопада або грудня), скресає крига на початку травня. Витік Кальджиру не замерзає, в теплі зими вільними від криги залишаються і деякі гірські річки.

## Геологія та ґрунти
Маркакольська котловина сформувалась під час однієї з льодовикових фаз четвертинного зледеніння — одного з періодів альпійського тектонічного циклу. Тоді внаслідок почергових підняттів і розломів спочатку виникло сучасне віялоподібне розташування хребтів і міжгірних западин, а в наступний геологічний період вони зазнали зледеніння. Сліди діяльності льодовика і досі можна побачити на привододільних частинах Курчумського хребта. Гори в районі заповідника складені метаморфічними породами, які проривають потужні жильні тіла основних базальтоїдних порід і невеликі масиви лужних гранітів.
Ґрунтовому покриву Маркакольського заповідника властива вертикальна поясність. У зоні рівнинних лук і степів розвинуті лучно-дернові вилугувані, лісо-лучні південні і схожі на чорнозем ненасичені лісові ґрунти. На прибережних ділянках переважають лучно-болотні, болотні та алювіальні лучні ґрунти. Там, де близько до поверхні підступають ґрунтові води, сформувались болотні торф'яно-глеюваті ґрунти. У поясі гірських лісів поширені гірсько-лісові кислі, слабо- і прихованоопідзолені ґрунти, що чергуються з фрагментами гірсько-дернових, лісо-лучних південних і гірсько-лісових чорноземоподібних ґрунтів. Пояс гірських лук представлений гірсько-лучними субальпійськими ґрунтами, які ближче до вершин поступаються альпійським опідзоленим ґрунтам, опідзоленим, невповні розвинутим і нерозвинутим. У поясі гірських тундр переважають гірсько-тундрові опідзолені ґрунти, а також примітивні слабо- чи грубогумусні.

## Флора
У Маркакольському заповіднику 18 924,08 га охоронюваного суходолу зайняті лісами, 62 560,12 га — відкритими біотопами, на гірські пасовища припадає 21 494,8 га. Флора заповідника налічує понад 700 видів рослин, з яких щонайменше 10 належать до ендеміків Алтаю. Загалом 72 види заповідної флори знаходяться під охороною того чи іншого рівня, з них 23 види занесені до Червоної книги Казахстану. За геоботанічним районуванням територія заповідника лежить у лісо-лукостеповому середньо- і високогірному районі Південноалтайського гірського і лісолукостепового округу. Розташування на стику різних природних зон обумовлює присутність в охоронюваній зоні різноманітних типів рослинності, які згруповані у п'ять висотних поясів: лукостеповий, гірсько-тайговий, субальпійський, високогірний (альпійський) і нівальний.

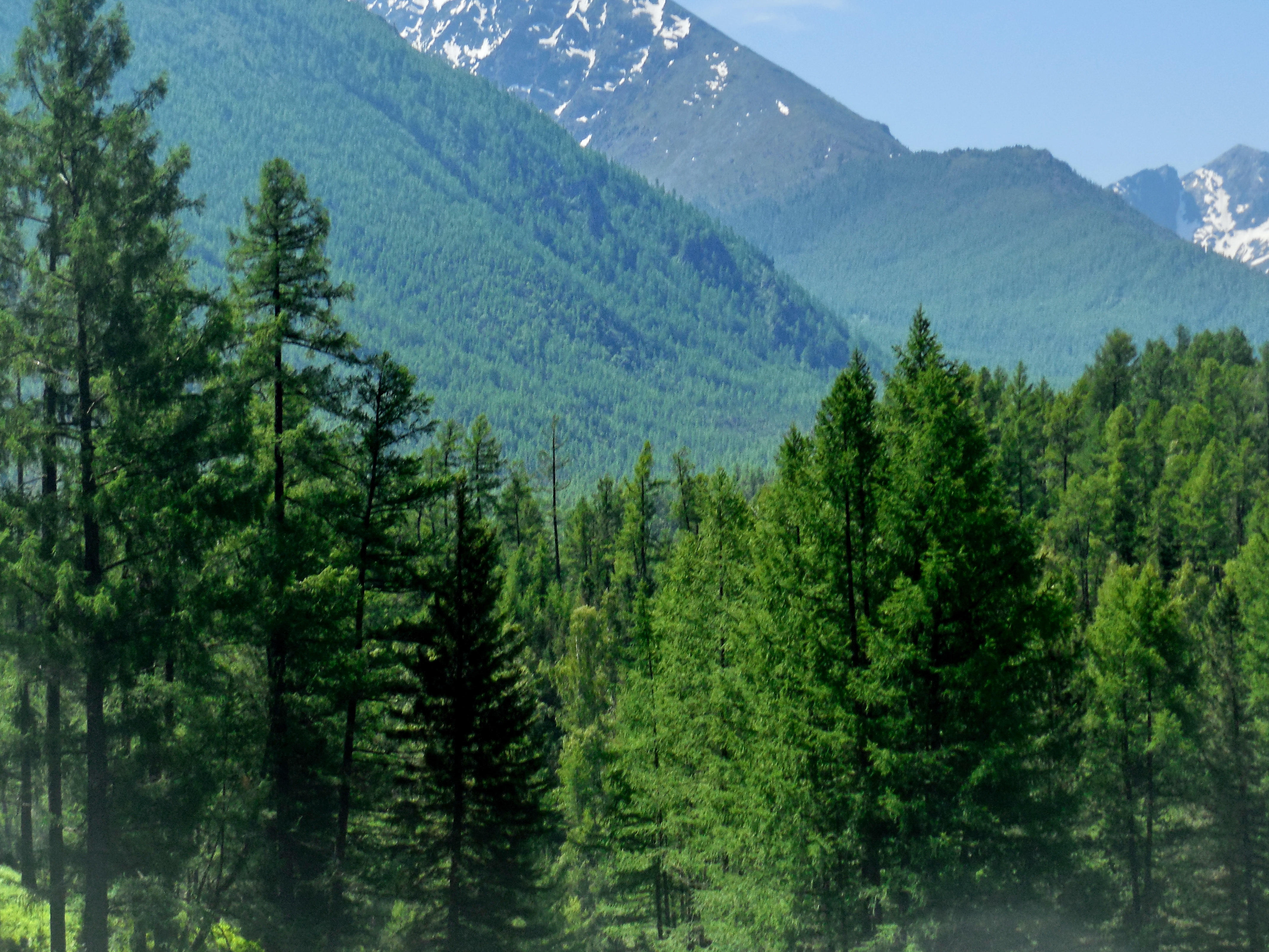
Модринові ліси в Алтайських горах.

Найнижче розташований лукостеповий пояс, чия висота над рівнем моря лежить у діапазоні 1450—1600 м, тобто в заповіднику до нього належать приозерні ділянки. Рослинність цього поясу представлена різнотравно-злаковими луками. На них основу травостою складають грястиця збірна, китник лучний, куничник звичайний, тимофіївка лучна, серед яких квітнуть Heracleum dissectum, іван-чай звичайний, рутвиця проста, чемериця зеленоцвіта. Нерідко тут утворюють локальні зарості жимолость татарська, таволга середня, шипшина. У нижній частині південних схилів характер трав'яного покриву змінюється. Тут поширені Aizopsis hybrida, жовтець коренистий, тимофіївка степова тощо. На кам'янистих ділянках схилів багато аґрусу, барбарису сибірського, місцевих видів цибулі (Allium nutans, Allium tulipifolium, часнику лінійного), ревеню (Rheum compactum). Навесні схили прикрашає пістрявий килим ранніх квітів: Eremurus altaicus, Paeonia hybrida, Tulipa heteropetala, сну широколистого.

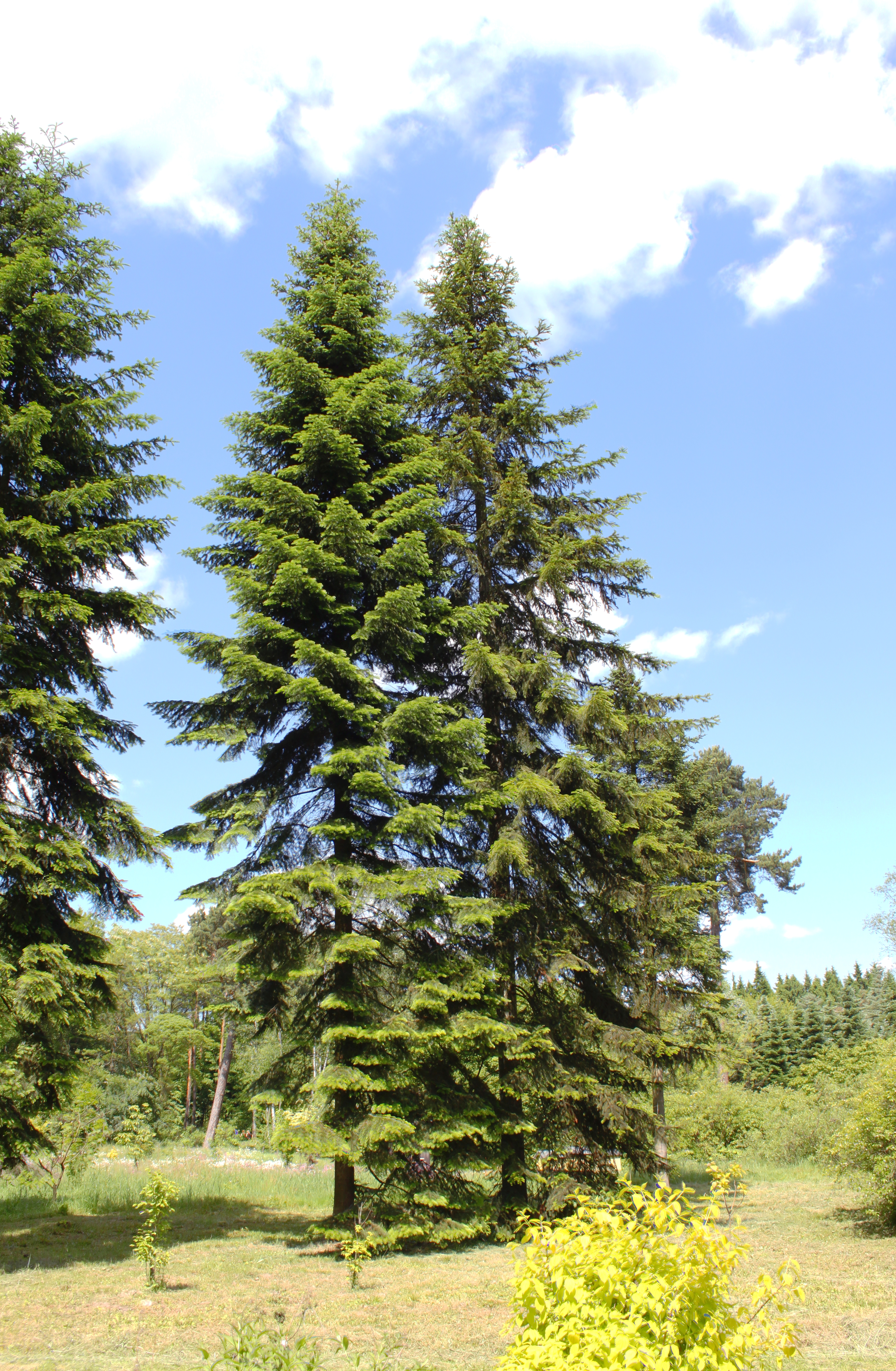
Ялиці сибірські.

Гірсько-тайговий пояс лежить на висотах 1450—1900 м, причому на північних схилах він опускається нижче, ніж на південних. Основу деревостану в цих лісах становить модрина сибірська, чиї насадження займають 61 % лісів усіх типів і 20 % загальної площі заповідника. Модринові ліси Маркакольського заповідника перебувають в еталонному стані: середній вік дерев у них становить 160 років, а висота сягає 20—30 м. На північних і західних схилах дерева утворюють суцільний покрив, а на південних і східних ростуть розріджено. В першому ярусі такої тайги домішками до модрини можуть бути береза повисла і ялиця сибірська; підлісок являє собою густі чагарі, утворені Lonicera altaica, Ribes meyeri, малиною, таволгою середньою, шипшиною травневою. Трав'яний покрив тут помірно густий, але може сягати метрової висоти. Його видовий склад мало чим відрізняється від нижче розташованих лук, у ньому домінують грястиця збірна, іван-чай звичайний, чемериця зеленоцвіта. З рідкісних рослин тут багато півонії незвичайної. Біля верхнього краю лісу на північних схилах формуються ліси іншого типу: в них основу деревостану становить ялиця сибірська з домішкою берези повислої, горобини сибірської, модрини, осики. Чагарниковий підлісок тут слабко розвинений і складається з поодиноких кущів Lonicera altaica і Ribes meyeri, так само пригнічений і низький травостій, чиє проєктивне покриття не перевищує 15—20 %. Основу трав'яного покриву тут становлять зелені мохи, супутниками яких виступають невибагливі незабудки, осоки, Geranium albiflorum. На висотах понад 1900 м ялиця сибірська також трапляється, однак через несприятливі умови розвивається тут у формі стелюха.
У долинах річок, що впадають в Маркаколь, поширені ялинники. Панівною породою в них виступає ялина сибірська, а її супутниками — береза повисла, модрина сибірська, ялиця сибірська. У цій темнохвойній тайзі через брак світла і постійну сирість підліску майже немає, трапляються лише поодинокі особини вологолюбних смородини чорної, Lonicera altaica і Ribes meyeri. Тут багато повалених дерев, а з гілок сивим лахміттям звисають різноманітні лишайники. Трав'яний покрив також специфічний: на тлі зелених мохів у ньому представлені різні види плаунів, хвощів, наземних лишайників, осок. Всупереч похмурості такого пейзажу саме в цих лісах зростають рідкісні тайгові орхідеї: Dactylorhiza baltica, зозульки Фукса, коральківець тридільний, надбородник безлистий, однобічник повзучий. Перелік деревних порід заповідника завершує сосна сибірська (так званий «сибірський кедр»). Через околиці Маркаколя проходить південний кордон розповсюдження цього виду, тому в заповіднику його популяція нечисельна.

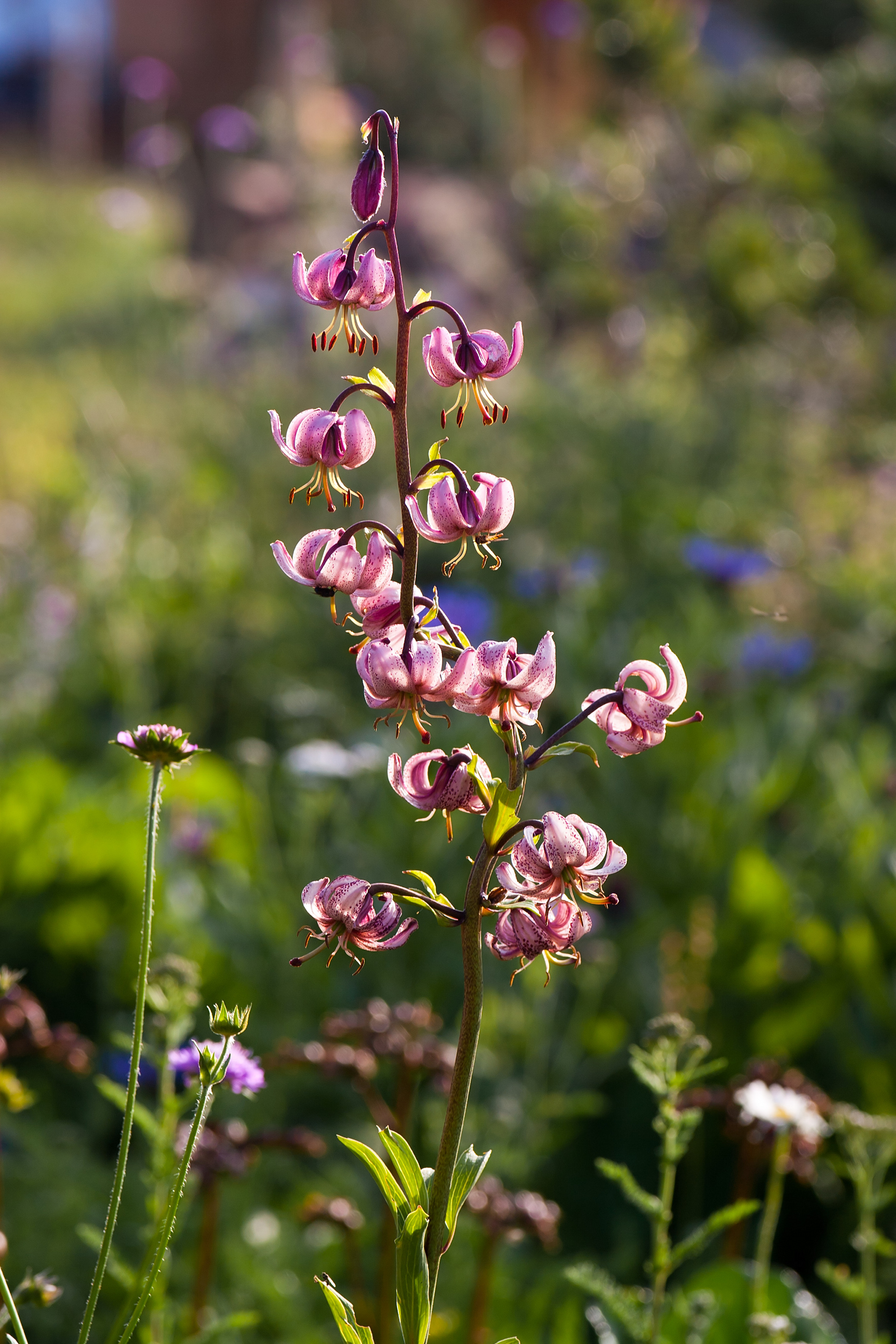
Лілія лісова також під охороною.

Субальпійський пояс представлений вузьким діапазоном висот (1900—2000 м) і однотипною рослинністю — субальпійськими луками. Попри це травостій тут густий (проєктивне покриття 70—80 %) і високий (50—100 см). Звичайними видами для цієї зони є Geranium albiflorum, Hedysarum austrosibiricum («ведмежий корінь»), Ranunculus grandifolius, Rhaponticum carthamoides, Saussurea frolowii, Saussurea latifolia, осот різнолистий.
Високогірний пояс простирається на висотах від 2000 до 3000 м і представлений двома типами рослинності: альпійськими луками і гірською тундрою. На альпійських луках на відміну від субальпійських трав'яний покрив низький (10—20 см), але барвистий. На тлі злаків та осок, що становлять основу травостою, тут яскравіють червоні квіти шолудивників і Hedysarum austrosibiricum, сині Aquilegia glandulosa, Dracocephalum grandiflorum і Gentiana grandiflora, білі гірчака зміїного і Callianthemum alatavicum, жовтогарячі Papaver nudicaule і Trollius altaicus, небесно-блакитні Eritrichium villosum і двоколірні (жовті та сині) Viola altaica. Альпійські луки — домівка двох рідкісних видів рослин: білотки Leontopodium ochroleucum, чиї волохаті зірочки ховаються серед каміння, і собачого зуба Erythronium sibiricum, який на початку літа суцільним килимом вкриває схили. Верхню частину альпійського поясу займає гірська тундра. Місцеві кліматичні умови не сприяють розвитку рослин, тому нечисельні квіти Ranunculus altaicus і Viola altaica намагаються сховатись від холоду в густих подушках мохів і лишайників. Повновладними господарями цієї зони є кущі карликових верб і берези Betula rotundifolia, чия висота не перевищує 50—100 см. На остепнених схилах їх заміщає ялівець. На вододілах існують ділянки кам'янистих тундр, де суцільного трав'яного покриву нема через розсипи брил. Однак і тут жевріє життя, носіями якого є невибагливі Patrinia sibirica, Pyrethrum pulchrum, Saxifraga sibirica.

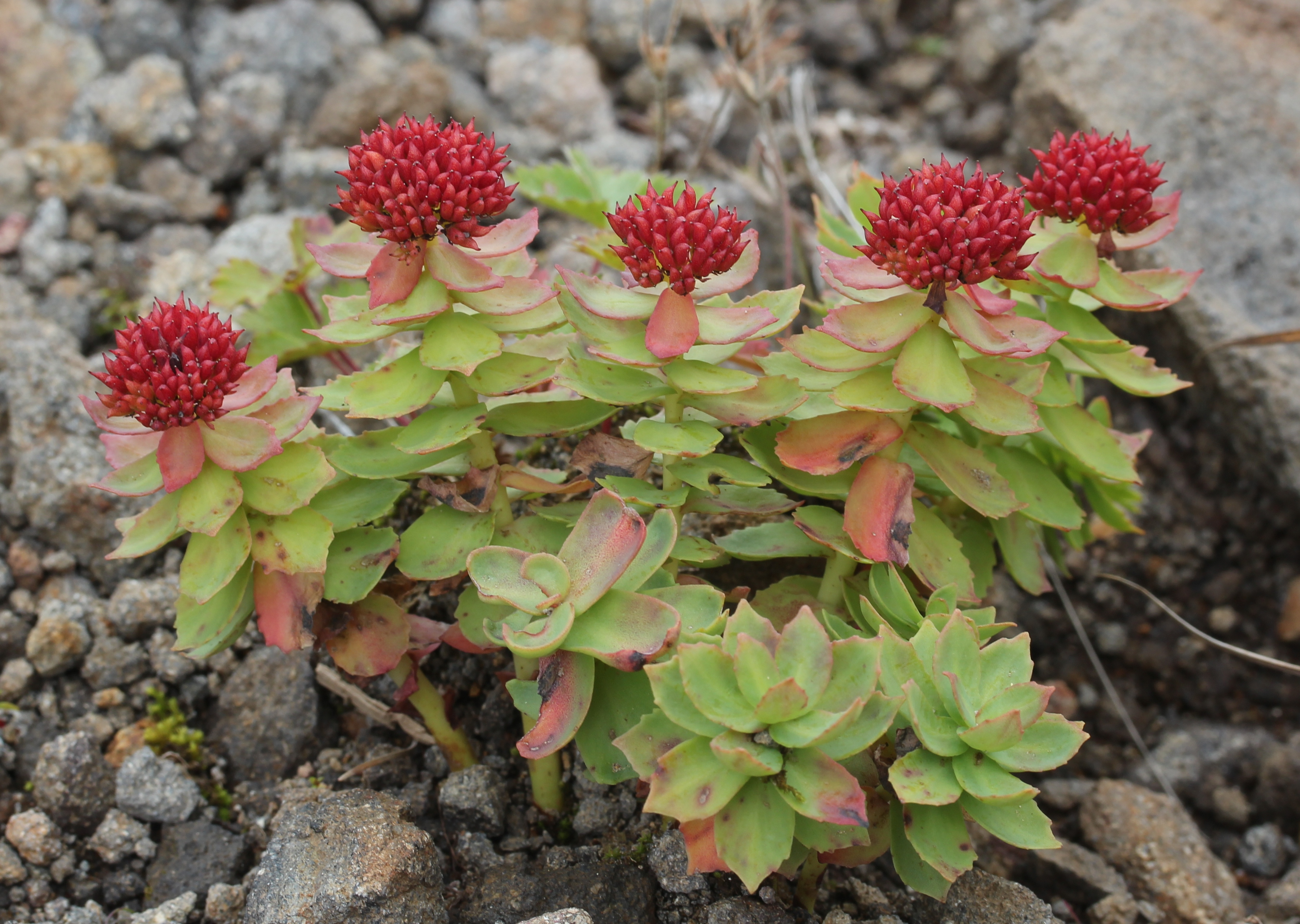
Оливник рожевий — цінна лікарська рослина.

Нівальний пояс охоплює невеликі ділянки на висотах понад 3000 м (у заповіднику це лише окремі вершини Курчумського хребта). Це — справжній форпост живої природи, що веде боротьбу з екстремальними температурами. Вищих рослин тут взагалі нема, а про присутність флори свідчать поодинокі лишайники, спори грибів і діатомові водорості, виявлені на сніговій поверхні. Ще один осібний тип рослинності у Маркакольському заповіднику — водна, представлена 30 видами рослин, що уподобали акваторію озера. Крайову смугу узбережжя тут займають Calamagrostis purpurea, жовтозілля багнове, китник рудий, осоки носата і пухирчаста, очеретник звичайний. Підтоплені водою ділянки освоїли віха отруйна, рогіз широколистий, ситняг болотяний, хвощ багновий. Мілководдя завглибшки до метра сприятливі для занурених у воду рослин: Sagittaria natans, водопериці колосистої, гірчака плямистого, а на глибших ділянках зростають Hydrilla verticillata, кушир занурений і рдесники: блискучий, плавучий, пронизанолистий. З рослин, що плавають на поверхні, в Маркаколі виявлені ряски мала і триборозниста.
Маркакольський заповідник багатий на рідкісних представників флори, серед яких чимало лікарських, харчових, технічних рослин, винищених на навколишніх територіях заготівельниками. Великі зарості в охоронюваній зоні утворюють півонія незвичайна («мар'їн корінь»), Rhaponticum carthamoides («маралячий корінь»), баранець звичайний, брусниця, звіробій звичайний, материнка звичайна, оливник рожевий («золотий корінь»), чорниця. Також у заповіднику чимало ендемічних рослин, які за межами Алтаю не відомі. До цієї групи належать Aconitum altaicum, Delphinium mirabile, Geranium affine, Leiospora exscapa, Macropodium nivale, Ranunculus altaicus, Rheum compactum, Rhodiola gelida.
Рослини альпійських лук Маркакольського заповідника

## Фауна
Фауна Маркакольського заповідника включає ссавців 59 видів, птахів — 245, плазунів — 2, земноводних — 2, риб — 6, і, за неповними даними, 504 види безхребетних; 22 представники заповідної фауни занесені до Червоної книги Казахстану, 11 — до Червоного списку Міжнародного союзу охорони природи, з них 5 таксонів ендемічні.
Ряд Комахоїдних у ньому представлений досить широко: на луках і лісових галявинах мешкає алтайський кріт, на берегах струмків і річок — рясоніжка велика, і в усіх ландшафтах до альпійської зони включно — мідиці звичайна і тундрова. Ще три види приурочені до специфічних біоценозів: так, рідкісні Sorex isodon і мідиця мала трапляються у заплавних лісах, а мідиця середня уподобала ялицеву і ялинову тайгу. Натомість кажани представлені лише 4 видами. З них вечірниця дозірна, вухань звичайний і нічниця Брандта відомі за одиничними знахідками, а нічниці водяні звичайні, вони часто полюють над озером.

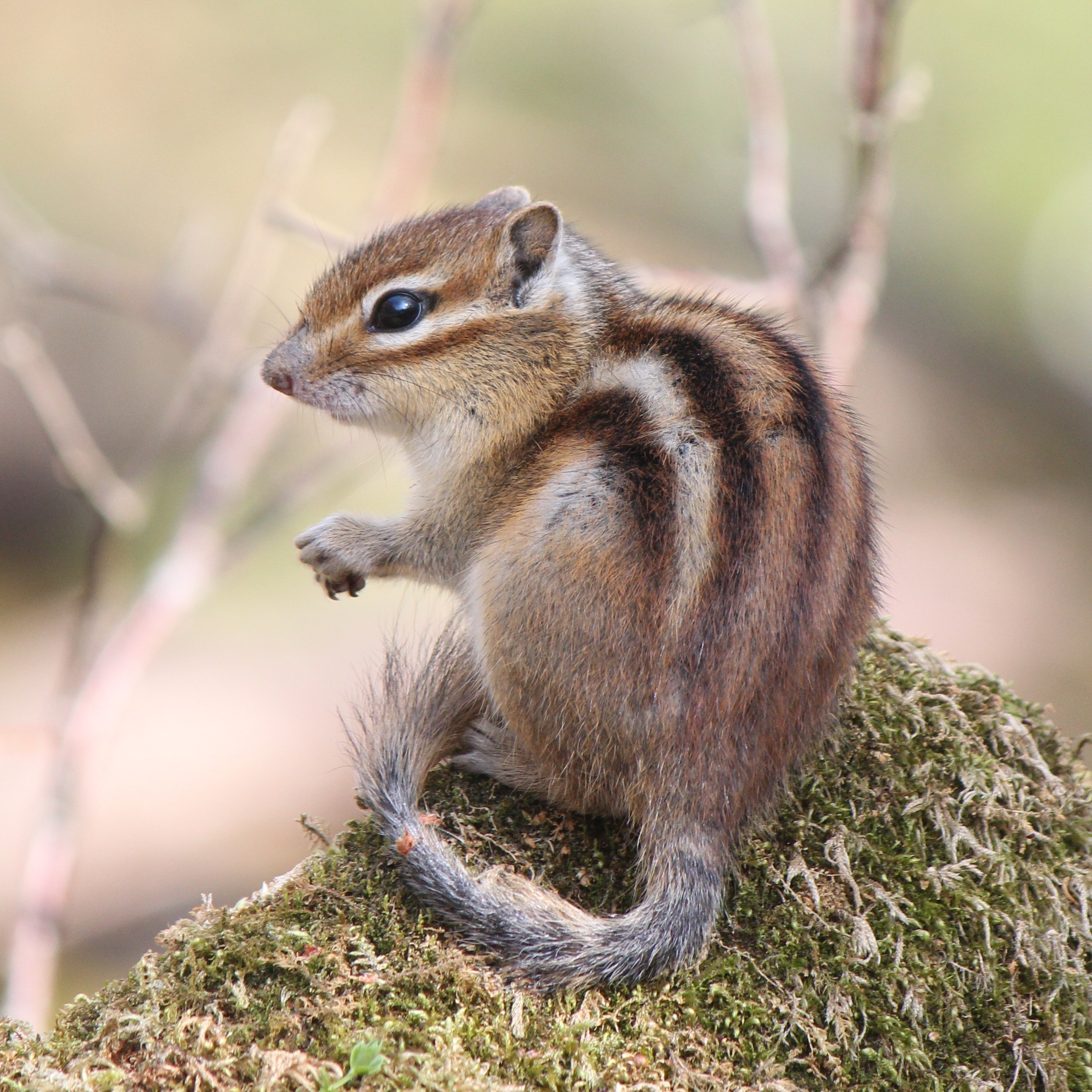
Бурундук сибірський.

Ряд Зайцеподібних у заповіднику представлений зайцем сірим і пискухою альпійською. Зайці населяють розріджену тайгу на південних схилах і заплавні зарості верби, пискухи мешкають в альпійській зоні. Обидва види звичайні, однак популяції зайця притаманне різке скорочення чисельності приблизно кожні 15 років. Фауна гризунів у Маркакольському заповіднику багата. Більшість з 20 видів цих тварин тут мешкають повсюдно. Господарями лісів можна назвати бурундука сибірського, вивірку звичайну (темного алтайського підвиду), політуху сибірську, норицю червону і червоно-сіру. У заплавах переважають полівки звичайна і північна, шапарка сибірська, щур водяний. У високогір'ї свій набір видів: до рівня льодовиків підіймаються масові Alticola strelzowi та полівка великовуха, у середньогір'ї звичайний ховрах довгохвостий, на остепнених схилах зрідка трапляється хом'як звичайний. Гірські луки слугують єдиним прихистком для сірих бабаків, які ще в 1970-х роках мешкали на березі Маркаколя, звідки були витіснені людьми. Особливої згадки заслуговують ще два види гризунів. Схожий на сліпака гризун Myospalax myospalax веде підземний спосіб життя, а тому трапляється по всій території заповідника — від озерних берегів до гірських вершин. Протилежну позицію займає рідкісний і все ще малодосліджений лісовий гризун Sicista pseudonapaea — вузький ендемік Південного Алтаю, відомий лише у заповіднику і ближніх околицях.

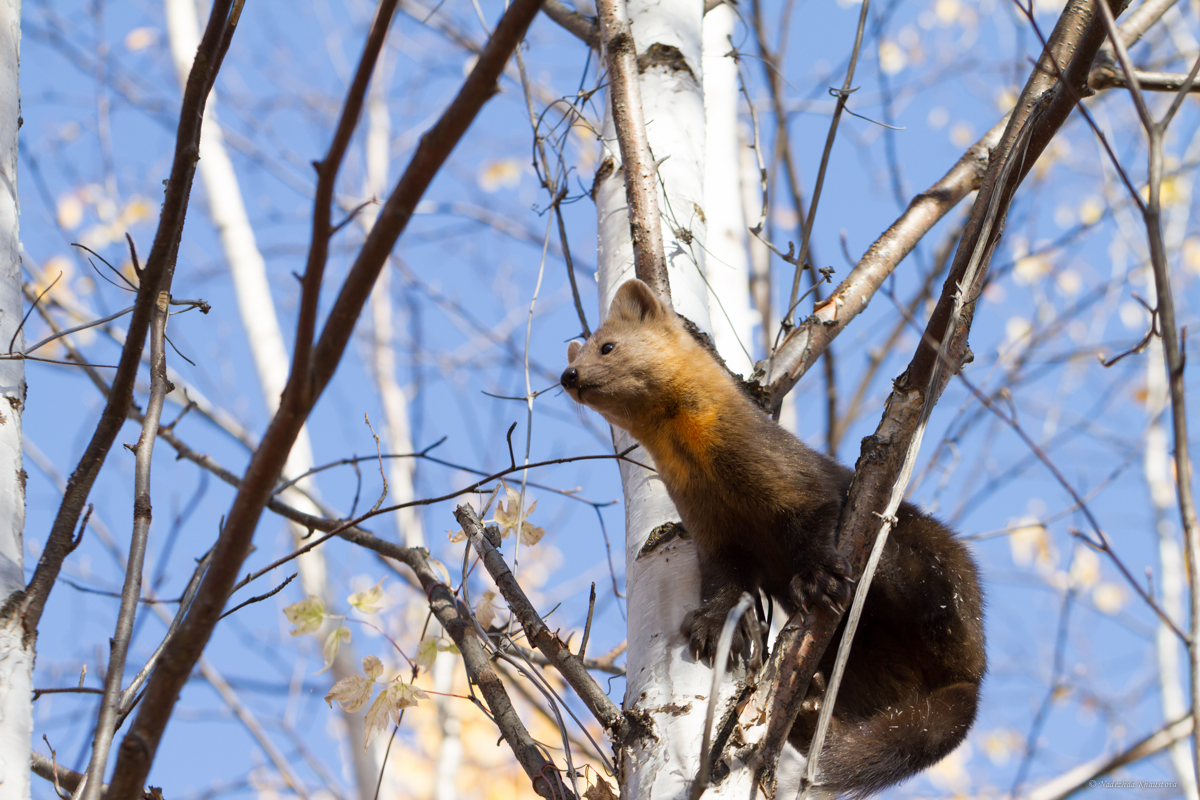
Соболь.

З хижих звірів найбільш різноманітні та чисельні представники родини куницевих, в першу чергу, ласиця мала, горностай, тхір степовий, борсук, дещо меншою мірою мустела алтайська і росомаха. На озері звичайний чужорідний візон річковий на противагу аборигенним видрам, які знайдені лише у гирлах річок, що впадають в Маркаколь. Соболь, який в минулому був рідкісним, тепер поширився по всій охоронюваній зоні, в заповіднику мешкає сотня цих звірів. Найменш чисельні з цієї групи ссавців мустела сибірська і куниця кам'яна. З великих хижаків фауні заповідника притаманний ведмідь бурий, близько 30 особин якого годуються у лісах, на альпійських луках і в гірській тундрі. Лисиці, рисі та вовки нечисельні: перші приурочені до прибережних лук, багатих на зайців; другі зрідка трапляються у тайзі; а треті здебільшого переслідують отари овець на навколишніх територіях і потрапляють до заповідника випадково. Найрідкісніші хижаки Маркакольського заповідника — сніговий барс і куон гірський. Барси заходять сюди зрідка в пошуках поживи, однак надовго не затримуються; ймовірно, площа заповідника замала для існування тут осілої популяції великих кішок. Останні відомості щодо зустрічі на теренах Маркакольського заповідника куона датовані початком XX сторіччя, тим не менш, місцеві жителі сповіщають про зустрічі зі схожими тваринами на навколишніх територіях, отже цей хижак також може навідуватись сюди.

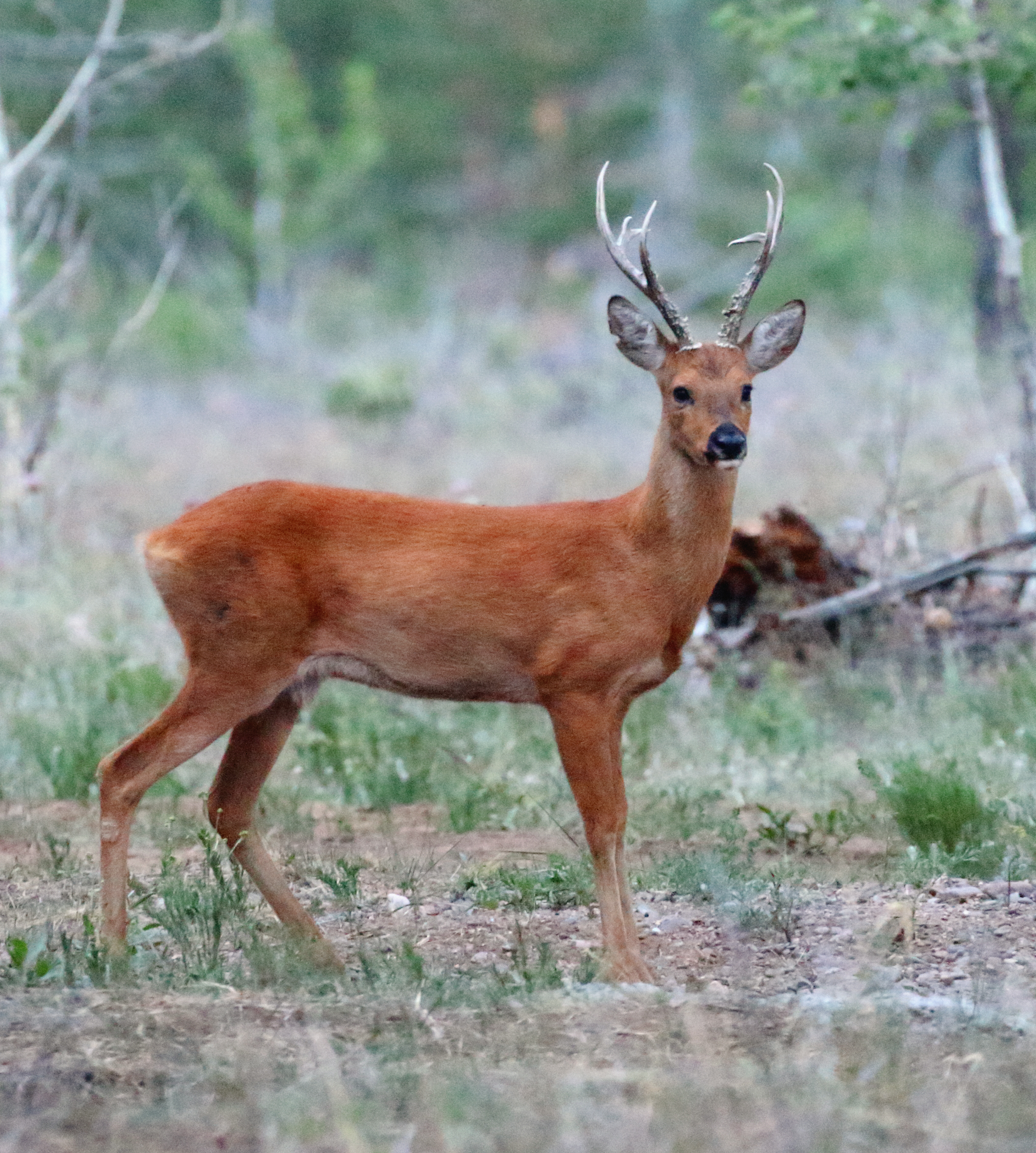
Самець азійської сарни.

Копитні у заповіднику на момент організації були майже винищені, однак тепер завдяки охороні стали звичайним компонентом місцевих екосистем. Найбільше у заповіднику благородних оленів, представлених великим сибірським підвидом, так званим маралом. Їхня популяція налічує близько 100 особин. Сарна азійська також почуває себе добре у місцевих лісах, цих тварин у заповіднику близько 180. Показово, що після впровадження охоронного режиму обидва види перестали мігрувати на зимівлю до Китаю і залишаються в заповіднику цілий рік. На скелях Курчумського хребта живуть козли сибірські. Хоча щільність їхньої популяції невисока, але відповідає екологічним особливостям цього виду. З 1978 року до Маркаколя стали навідуватись лосі, згодом вони оселились у заплавних лісах в межиріччі Топольовки і Джиреньки. Найрідкісніший копитний ссавець Маркакольської котловини — кабан. Ці тварини заходять до заповідника тільки о теплій порі і обмежують пошуки їжі берегом озера.

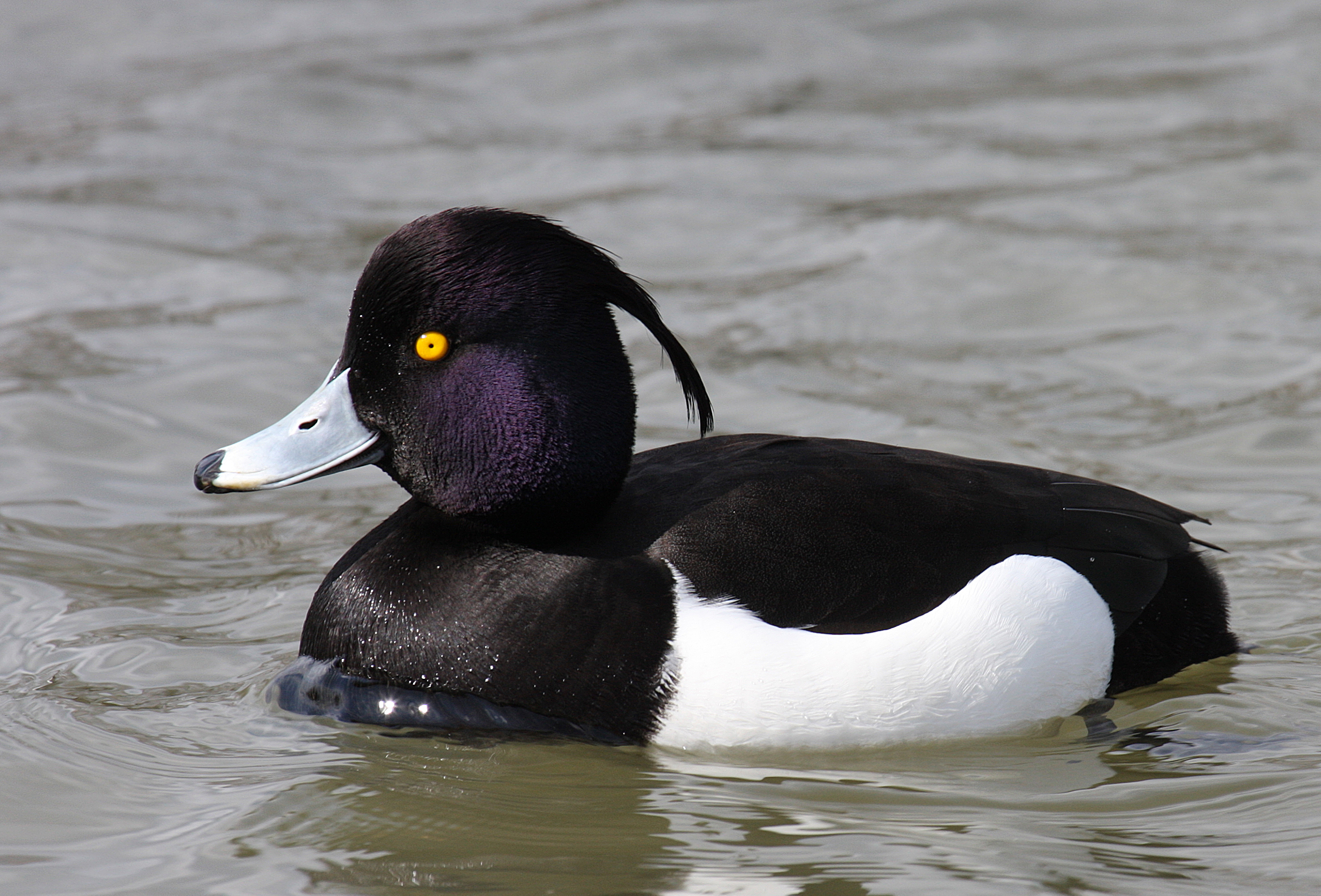
Самець чубатої черні — однієї з найчисельніших качок заповідника.

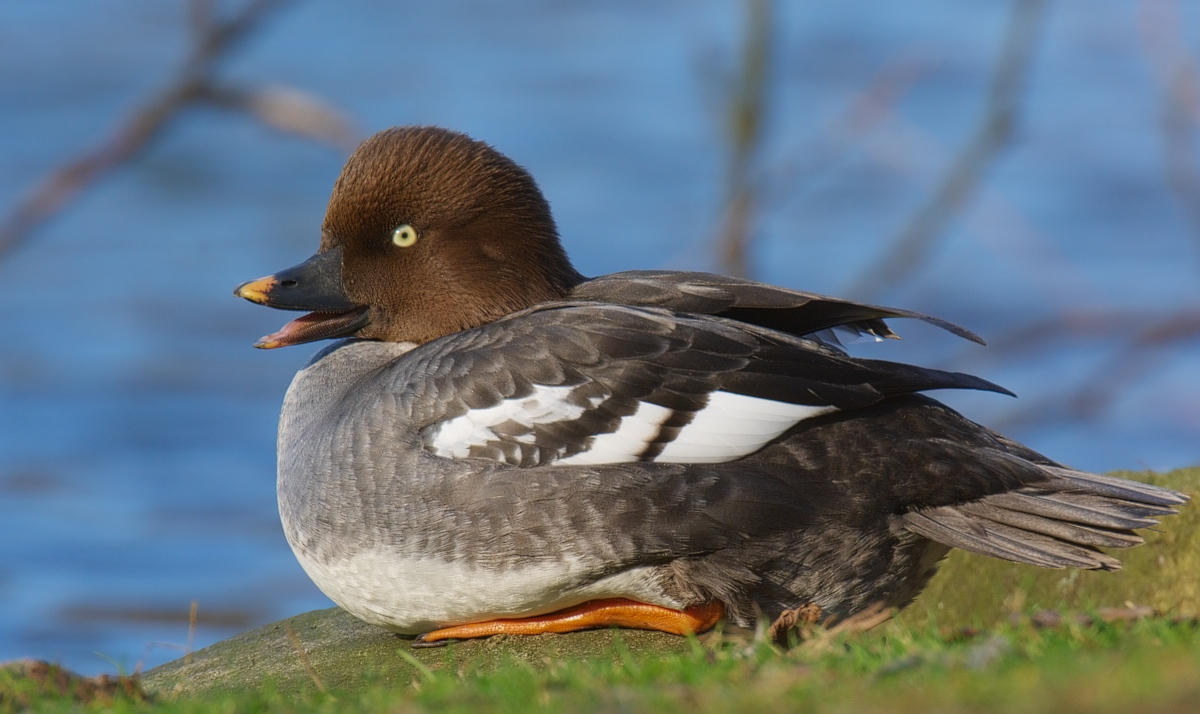
Самиця гоголя. Ставши жертвою варварського полювання, ці птахи відновили свою чисельність завдяки штучним гніздам.

Орнітофауна Маркакольського заповідника включає 88,5 % видового розмаїття птахів, притаманних Південному Алтаю. З них 152 види гніздові, 80 — перелітні, 60 — зимуючі, 14 — залітні, а 12 в XXI столітті не відмічені, але траплялись на заповідній території раніше (загалом за весь період спостережень тут виявлено 261 вид). В минулому Маркаколь славився своєю водоплавною дичиною, пернаті цієї екологічної групи і зараз відіграють помітну роль у заповідній природі. Найчисленніші з водоплавних птахів гоголь, нерозень, свищ, чернь чубата, звичайні — крижень, крех великий, огар, попелюх, чирянка мала, малочисельні й рідкісні — гагара чорношия, крех середній, лиска, чирянка велика, шилохвіст, широконіска. В гирлах Джиреньки і Тихушки локальні колонії облаштовують пірникози червоношиї та чорношиї. З птахів коловодного комплексу найбільш різноманітні кулики. Зокрема, тут гніздуються Gallinago solitaria, Gallinago stenura, баранець звичайний, коловодники звичайний і болотяний, набережник, пісочник малий, чайка. Крім них поблизу озера облаштовують гнізда деркач, журавель сірий, лелека чорний (30 особин).
Маркакольське пташине царство істотно змінюється під час весняно-осінніх міграцій. Тоді качки, що гніздувались тут улітку, збираються в зграї, в яких налічують до 1500 особин. До гніздових куликів додається чимало нових видів, перш за все вихідців з тундрової зони. Зазвичай о цій порі на Маркаколі спостерігають коловодників великих, крем'яшників звичайних, куликів-сорок, кульонів великих, мородунок, плавунців круглодзьобих, побережників малих, чорногрудих і червоногрудих, сивок морських та багатьох інших. Серед пернатої дрібноти привертають увагу більші гості — чепури великі, чаплі сірі, баклани великі. Особливе місце в заповідній орнітофауні займають мартинові. Раніше на Маркаколі існували гніздові колонії мартинів звичайних і крячків річкових, однак через постійне збирання яєць місцевим населенням птахи покинули цю водойму. Не загніздились вони і після встановлення охоронного режиму. Тим не менш, обидва види, а також мартини каспійський, сизий, сріблястий, крячки малий та чорний щорічно на тривалий час зупиняються на озері перед відльотом до теплих країв.

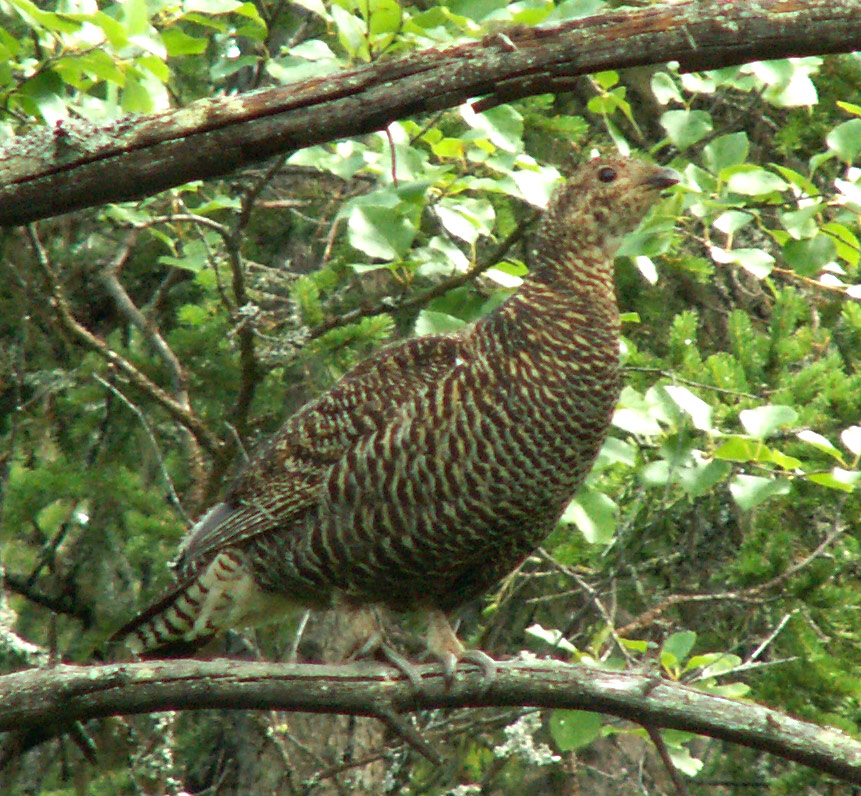
Самиця тетерука.

Лісова орнітофауна заповідника не поступається пташиному багатству Маркаколя. Як і всюди, фоновими видами у ній виступають дрібні горобцеподібні. У світлих модринових лісах наймасовіший вид — очеретянка садова, звичайні — вівчарик-ковалик, гаїчка-пухляк, кропив'янка прудка, чечевиця звичайна. В темнохвойних лісах основу пташиного населення становлять вівчарик-ковалик, вівчарики зелений і лісовий, дрізд-омелюх, дрізд співочий, повзик, синиця чорна, снігур сірий. У заплавних і березових лісах крім цих видів трапляються також ворона чорна, мухоловка сіра, чикотень. Лісові галявини уподобали представники південної фауни одуд і дрімлюга. З птахів інших систематичних груп до лісів приурочені горлиця велика, зозуля звичайна і глуха, крутиголовка, дятли, причому дятел трипалий і жовна чорна віддають перевагу хвойним лісам, а дятли білоспиний, малий і жовна сива — березовим. Різноманіття дрібних гризунів приваблює до маркакольських лісів нічних пернатих. У заповіднику гніздуються щонайменше 4 види сов (вухата і болотяна сови, пугач, совка), зрідка залітає сичик-горобець. З цінної дичини у лісах мешкають глушець (47 особин), тетерук (1000 особин), орябок (198 птахів). Глушці взимку відкочовують за межі заповідника, а тетеруки й орябки залишаються в березинах. Чисельність останніх двох видів повільно росте (наприклад, тетеруків у 1990-х роках було 800—900 особин), глушець різко скоротив свою чисельність (1990-х роках його популяцію оцінювали щонайменше у 200 особин).

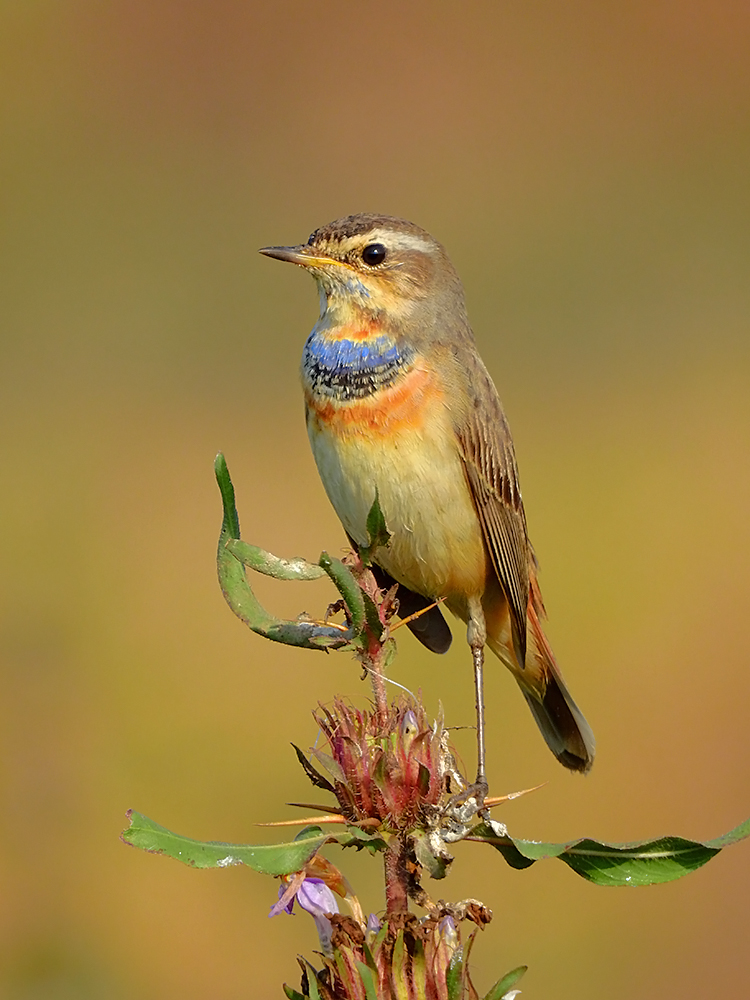
Самець синьошийки.

Пташиний світ високогір'їв своєрідний. На різнотравних луках в цьому поясі гніздуються вівсянка садова, трав'янка європейська, щеврик гірський, остепнені ділянки заселяє жайворонок польовий. На всіх відкритих просторах чисельні перепілки, натомість куріпки сірі рідкісні. У гірській тундрі господарями почувають себе синьошийка, кулик хрустан, куріпки біла і полярна. Взимку ці види куріпок відкочовують на нижчі висоти, їх часто спостерігають за годівлею у вербових заростях на березі Маркоколя. На найвищих вершинах Курчумського хребта селяться тинівка гімалайська, рідкісні улари алтайські, також суто до кам'яних розсипів на остепнених схилах приурочені кеклики, яких спостерігають переважно восени. Круті прямовисні скелі дають притулок серпокрильцям Apus pacificus і скелярам строкатим, в ущелинах гніздуються ластівки міські та скельні, галки альпійські та червонодзьобі. Численне птаство приваблює до Маркакольського заповідника денних хижих птахів, яких тут налічують 24 види, включно з 11-ма гніздовими. З постійних мешканців цієї групи у лісах полюють хіба що яструби великий і малий та осоїд. Решта хижаків у лісах облаштовують тільки гнізда, а здобич вистежують над озером і гірськими схилами. До таких належать беркут, боривітер звичайний, канюк звичайний, лунь польовий, орлан-білохвіст, підсоколик великий, шуліка чорний. Місцева популяція скопи — найбільша в країні (20 особин).

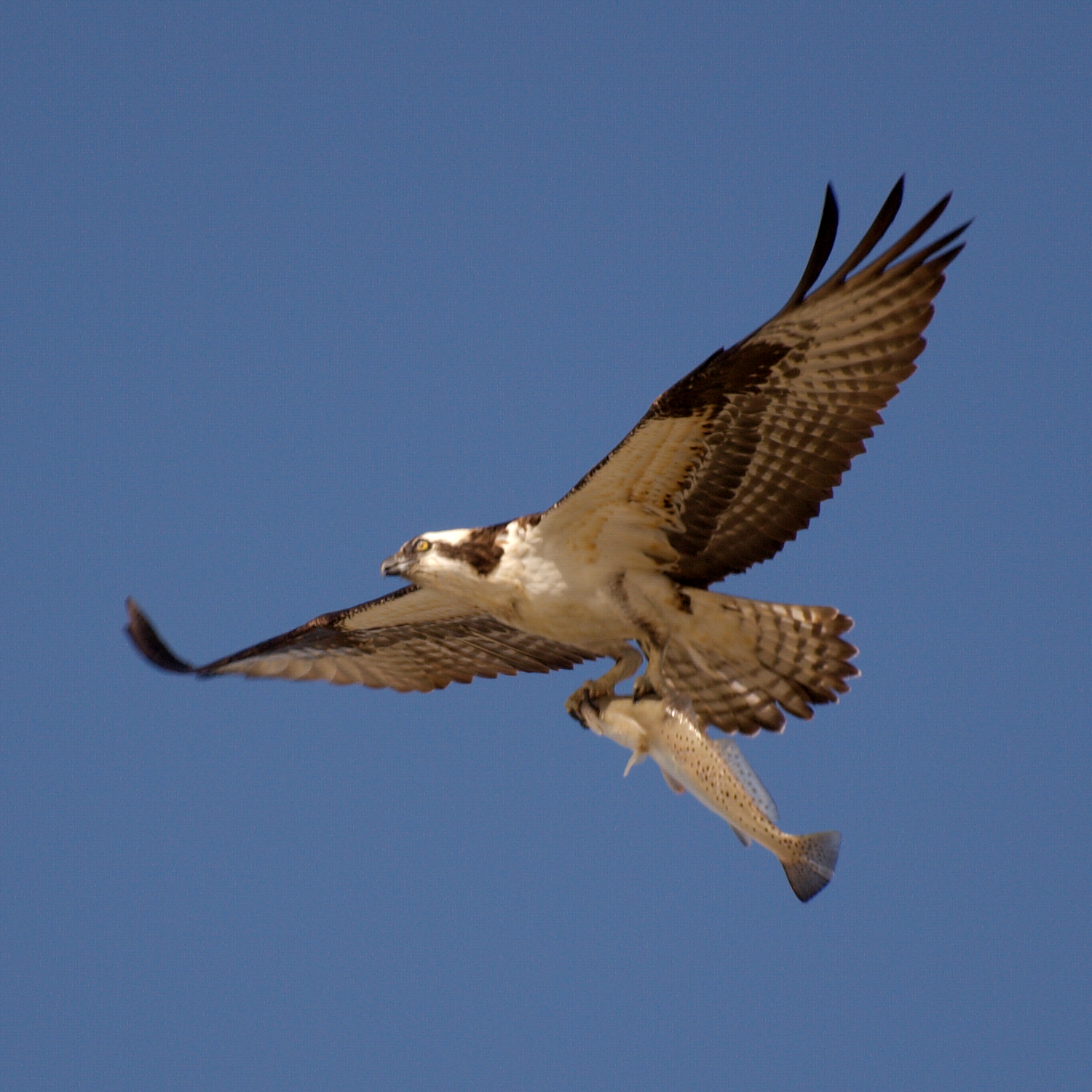
Скопа з упійманою рибою.

З 1980-х років у заповіднику перестав гніздуватися ряд рідкісних видів (гуска сіра, журавель степовий, курочка водяна, лебідь-кликун, сапсан, орлан-довгохвіст), а такі пернаті як гуска китайська, казарка червоновола, лебідь малий, чернь білоока не трапляються на очі орнітологам навіть на прольотах. Втім, серед випадкових залітних присутні види, які охороняють у Казахстані або інших країнах: наприклад, бугай, косар, пелікан рожевий, сип білоголовий, стерв'ятник, хохітва, ягнятник. Маркакольський заповідник — єдине місце, в якому достовірно встановлено гніздування малодослідженого східносибірського підвиду грака.
Герпетофауна заповідної території дуже бідна, оскільки глибоке промерзання водойм і ґрунтів в поєднанні з короткочасним літом не створюють умов для повноцінного відтворення плазунів і земноводних. З плазунів фоновими є гадюка звичайна і ящірка живородна, приурочені до вологих місцин. На остепнених схилах трапляється ящірка прудка. З двох видів земноводних заболочені береги Маркаколя заселила жаба гостроморда, в той час як ропуха звичайна трапляється рідко.

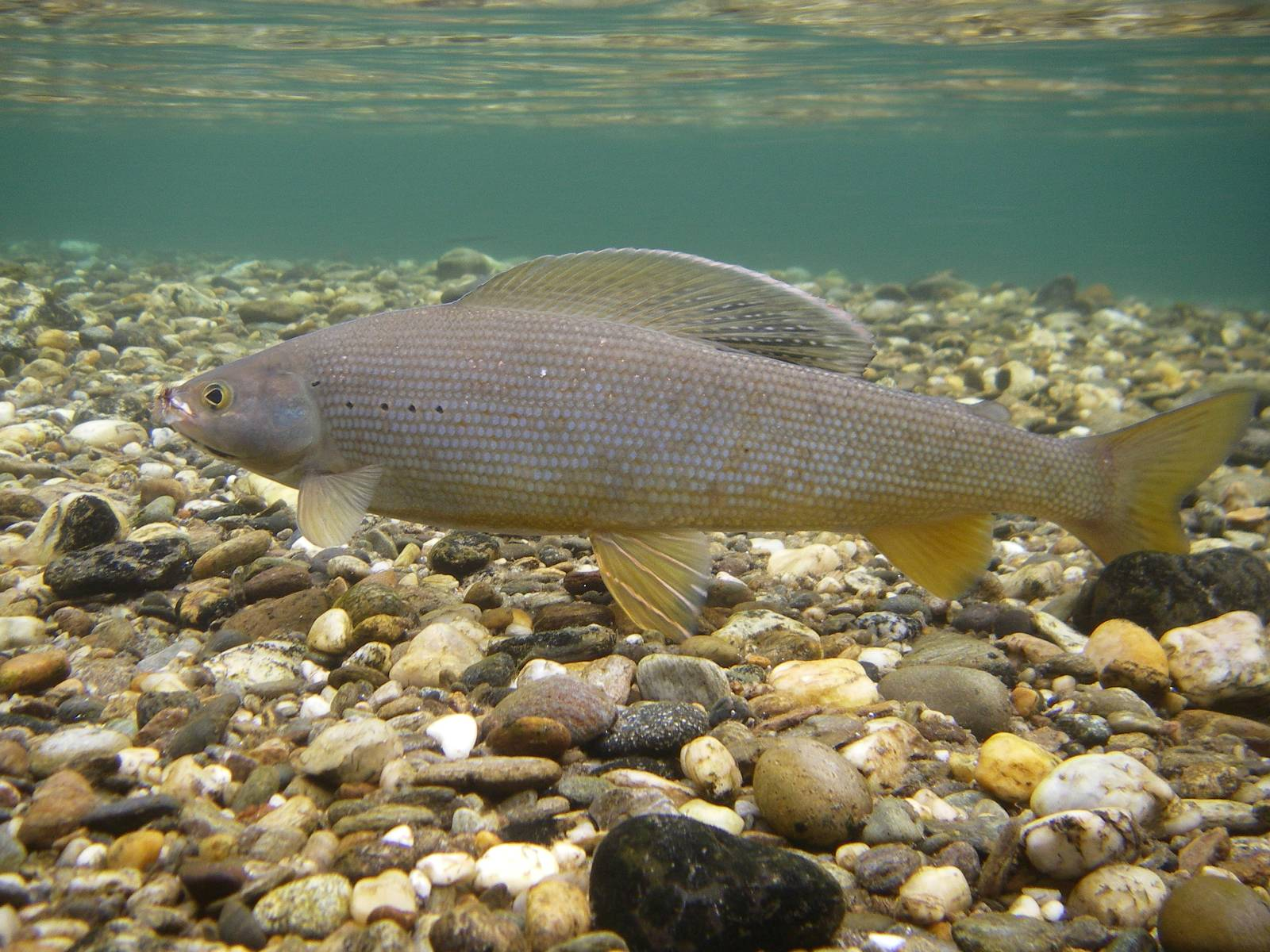
Харіус сибірський.

Іхтіофауна заповідника налічує лишень 6 видів риб, однак на відміну від герпетофауни вона становить надзвичайну цінність, оскільки 4 місцеві риби представлені вузькоендемічними підвидами, які ніде за межами басейну Маркаколя не живуть. Найвідоміший мешканець озерних вод — Brachymystax savinovi, знаний під місцевою назвою «ускуч» і відтворений на емблемі заповідника. Це лососева риба середнього розміру з цінною ікрою, близька до європейських пстругів. В озері вона тримається у найглибших місцях біля дна, а на нерест заходить у гірські річки. В минулому ускучі в Маркаколі були настільки чисельними, що під час нересту коням було важко здолати порожисті мілини, перед якими скупчувались рибні зграї. Ускучі були об'єктом промислу, на який приїздили рибалки з далеких околиць. Саме хижацька риболовля і підірвала його запаси. Наразі ця риба в Маркаколі залишається фоновим видом, почасти тому, що змінила свою біологію (стала нереститися у молодшому віці), почасти тому, що в заповідній зоні будь-яка рибалка заборонена. Однак сучасним зграям далеко до тих розмірів, які описували у XIX сторіччі. Ще один мешканець Маркаколя промислового значення — харіус сибірський маркакольського підвиду. Він також нереститься у гірських річках, однак решту року проводить здебільшого в озері. Два дрібних види — палія сибірська (маркакольського підвиду) і маркакольський пічкур — так само тяжіють до озерної акваторії, де на них полюють хижі ускучі. Палія належить до звичайних видів заповідної зони, а пічкур — до масових.
Попередні дослідження показали, що фауна безхребетних Маркакольського заповідника дуже багата, однак досліджена вона фрагментарно. За неповними даними, комахи в заповіднику представлені здебільшого твердокрилими (283 види), прямокрилими і вуховертками (41 вид), мухами-дзюрчалками (51 вид), детритницями (44 види). З різноманітних комах, чий повний перелік поки що не складено, особливо привертають увагу метелики, яких повно на високогірних луках. Нарівні з тривіальними біланами, жалібницею, підсрібниками, рябцями, сонцевиками будяковим і кропив'яним, синявцями тут літають червонокнижні аполлон і махаон. Ще один рідкісний представник ентомофауни, занесений до Червоної книги Казахстану, — турун Михайлова. В Маркаколі знайдені 85 видів гідробіонтів, з них 11 видів прісноводних м'якунів, в зоопланктоні озера виявлені 60 видів безхребетних, а бентос водойми лише макроформ тварин налічує 136 таксонів.

## Стан екосистем
До XVIII сторіччя терени Маркакольського заповідника не знали постійних людських поселень, що сприяло повному збереженню його первісної природи. У XVIII—XIX століттях сюди почали навідуватись казахи, однак вони не жили тут, а лише користувались високогірними луками як літніми пасовищами. Невисока чисельність їхньої худоби не перешкоджала існуванню у горах диких тварин.
Втім, людей привабили також околиці озера, багаті на водоплавну дичину, і саме озеро з незліченними зграями ускучів. У цей період усталилась практика виїзного полювання і рибалки, коли здалеку прибував гурт людей, який за кілька днів інтенсивного промислу від'їздив зі здобиччю. У XIX столітті в таких мандрівках нарівні з казахами почали брати участь селяни з Бухтарми. Тимчасовий характер перебування в угіддях справляв у цих мисливців враження невичерпності природних ресурсів. Тогочасні описи свідчать, що гурт з десятьох людей за 6—10 годин роботи видобував 20—30 в'юків риби, що приблизно дорівнювало 2—3 в'ючним коням на кожного промисловця. Вже 1867 року відомий мандрівник Г. М. Потанін попереджав, що вилов риби у нерестовий період «загрожує сумними наслідками — винищенням роду пстругів». Однак до його слів не дослухались. У 1883 році в Маркаколі виловили 50 000 пудів риби, у 1911-му — близько 8250 пудів (1320 центнерів), у 1950-х роках щорічний видобуток становив 1000 центнерів. Промислове рибальство припинилось у 1960—1970-х роках через повну вичерпаність запасів ускуча, однак аматорську риболовлю практикували до 1990-х років включно. Як пристосування до такого надмірного рибальства в цього виду виробилась рання статева зрілість, що дозволило йому вижити, однак змінило морфологію: тепер ускуч дрібніший, ніж той, який описували в XIX столітті. Не менш хижацьким виявилось і полювання в околицях Маркаколя. Його розквіт припав на 1940—1950-ті роки, коли за один виїзд кожен мисливський гурт здобував на озері по 50—60 качок. Ситуацію ускладнювало поширене у 1950-х роках збирання качиних яєць (здебільшого чубатої черні). Про його масштаби можна судити з того, що тільки з однієї півкілометрової ділянки берега збирали по 300—500 яєць за сезон. Наслідками такого постійного турбування птахів стало зникнення колоній мартинів і крячків, хоча качки після заповідання озера свою чисельність майже відновили.
На корінну природу Південного Алтаю негативно вплинув ряд експериментів з інтродукції «цінних» видів. Перший з них відбувся у 1952 році, коли на озері випустили ондатр. Ці гризуни швидко розплодились і почали витісняти автохтонні види. На ондатру навіть дозволили полювання. Воно сильно знизило її чисельність, а вирішальний удар завдали річкові візони, які знищили вселенців остаточно. Втім, цей успіх доволі умовний, адже візони теж належать до акліматизованих тварин. Вони поширились в околицях озера без сприяння людини у 1970-х роках, однак на відміну від ондатри успішно протистояли натиску інших хижаків. Більш того, візони виступають харчовими конкурентами аборигенної видри, яка у заповіднику нечисельна. У серпні 1971 року відбувся останній з експериментів над місцевою природою. Тоді в озері намагались акліматизувати струмкового пструга на заміну ускучу, але ця риба в Маркаколі не прижилась.

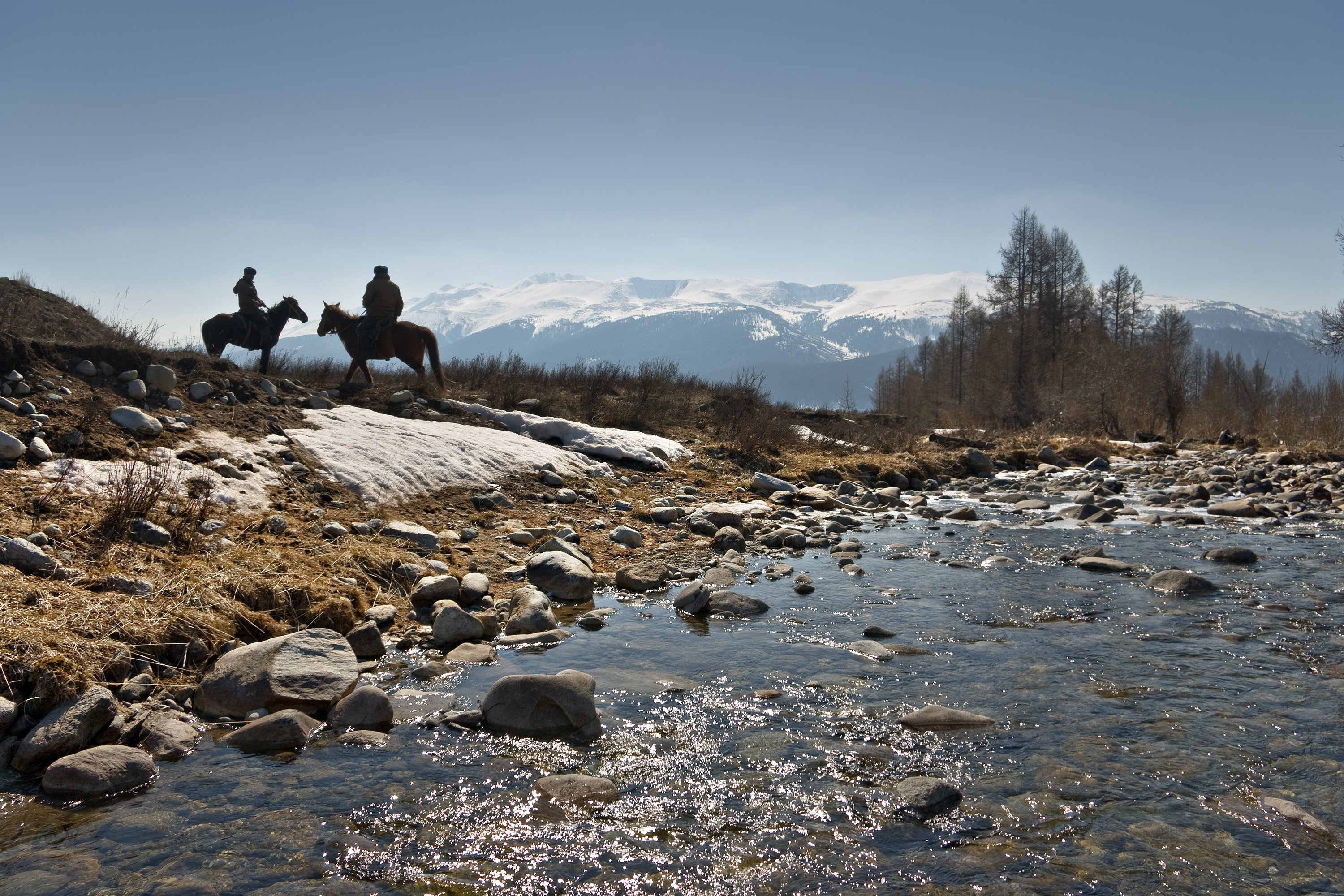
Казахські вершники у високогір'ї.

Навколоозерний суходіл також зазнав сильного впливу людини. У 1911 році на березі Маркаколя виникли рибальські поселення Урунхайка (Крестовка), Матабай, Чумек, Топольовка, Верхня і Нижня Єловка, Ключевське (Джиренька). Їхнє населення становили старовіри з числа російських та естонських селян. Незадіяні в рибальстві мешканці займалися мисливством, скотарством, оленярством. У 1930—1940-х роках у зв'язку з утворенням в Казахстані колгоспів в околицях Маркаколя інтенсифікували землеробство, зокрема створили Кабинський радгосп, а в 1947 році — Маркакольський лісгосп. Внаслідок діяльності цих господарств навколо озера вирубали ділянки модринових лісів, частину території перетворили на ріллю і сіножаті. Це пришвидшило терасування схилів і ґрунтову ерозію, змінило лучні і чагарникові рослинні асоціації, в яких збільшилась частка посухостійких бур'янистих рослин, які не поїдає худоба. З берегів озера витіснили бабаків, внаслідок полювання скоротили свою чисельність видри, сарни, олені, водоплавні птахи.
Створення Маркакольського заповідника перешкодило багатьом негативним змінам, зокрема дозволило відновити чисельність водоплавної дичини, оленів, сарн. Однак початкова фрагментованість території не усувала антропогенного впливу прилеглих земель, оскільки в буферній зоні навколо заповідника залишались 10 350 га сіножатей, 7700 га пасовищ, 50 га ріллі. Якщо у 1978 році в Маркаколі не виявили навіть слідів хлорорганічних пестицидів (наприклад, ДДТ) і зафіксували дуже низький рівень гексахлорциклогексану (ГХЦГ), то в наступні роки річки буферної зони і озеро стали потерпати від забруднення аміачними сполуками (стоки з ферм), паливно-мастильними матеріалами автотранспорту. Ситуація покращилась після збільшення території заповідника, яке збіглось у часі з політико-демографічними змінами в країні. Після здобуття Казахстаном незалежності почався відтік російськомовного населення, внаслідок чого багато місцевих сіл знелюдніли й припинили своє існування. У XXI столітті частина заповідної території використовується як високогірні пасовища (традиційне природокористування), а основною проблемою для заповідника залишається браконьєрське рибальство.

## Просвітництво і туризм

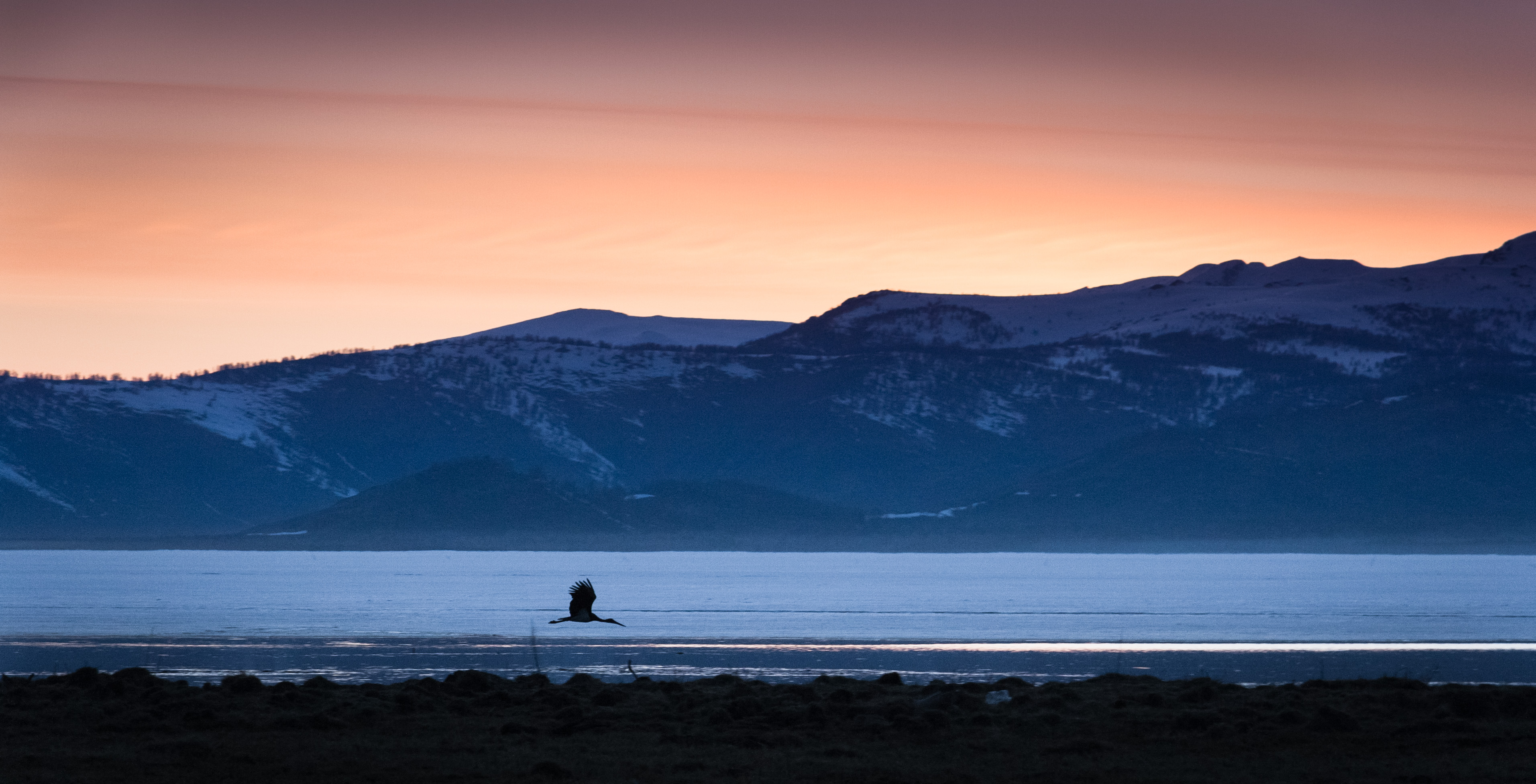
Чорний лелека пролітає над Маркаколем на заході сонця.

Наявність у Маркакольському заповіднику угідь і тварин, які становлять значний господарський інтерес, вимагала від його співробітників посиленої комунікації з навколишнім населенням, високого рівня екологічного просвітництва. Лише на початковому етапі (у період з 1978 по 1985 рік) науковцями заповідника було опубліковано 110 науково-популярних статей. Вже за чотири роки після організації природоохоронної установи тут відкрили Музей природи, експозиція якого розповідала про місцевий тваринний і рослинний світ, важливість охорони рибних запасів. У музеї проводять екскурсії як для сторонніх туристів, так і для місцевих господарників, школярів. За даними 1990-х років, щороку музей відвідувало 500—600 осіб. У XXI столітті основні зусилля природоохоронців спрямовані на боротьбу з браконьєрством. Для цього щороку в нерестовий період ускуча (травень — червень) на гірських річках облаштовують стаціонарні єгерські пости, які підсилюють оперативними групами мисливської та рибної інспекцій. Іншим напрямком роботи є охорона дичини. Для цього оленів і сарн підгодовують сіном, влаштовують для них годівниці-солонці, а для комахоїдних лісових пернатих, гоголів і великих крехів розвішують штучні гнізда.
Подібно до інших заповідників Казахстану, Маркакольський туристи можуть відвідати за загальнодержавним тарифом, який дорівнює 0,1 місячного розрахункового показника (МРП) на одну особу за один день перебування. Ті, хто полюбляє комфорт, можуть скористатись гостьовими будинками, а ті, кого приваблює етнічний колорит, можуть поселитись в юртах. До послуг гостей прокат туристичного знаряддя. Для поціновувачів природи в заповіднику діють два туристичні маршрути: «Мале коло Маркаколя» і «Стежка Маркаколя». Перший маршрут починається на березі озера від Аскаркинського мису, веде уздовж берега і знову повертається до села. На ньому облаштовані декілька оглядових майданчиків, є пляж. «Стежка Маркаколя» веде від садиби заповідника в гори, на ній облаштовані три місця для відпочинку і питне джерело. Ця стежка знайомить відвідувачів з багатою флорою гір, місцевими річками, на ній є згарище ялицевого лісу (природне загоряння), пасіка, звідси відкривається панорама декількох сіл, а з іншого боку — панорама Алтайських гір включно з їхньою найвищою вершиною, горою Бєлухою.
Крім природи, Маркакольський заповідник цінний об'єктами культурної спадщини. Найдавніші з них, «чудські ями», що являють собою заглибини і бугри, вкриті ґрунто-рослинним покривом. Вони виявлені тільки на хребті Азу-Тау. «Чудські ями» містять залишки вугілля, шлаків залізних руд, уламки гончарського посуду; 1980 року поблизу них знайдено уламок бронзового меча. Археологи датують ці знахідки початком залізної доби (XVIII—VIII століття до н. е.), періодом андроновської культури. Їх розглядають як доказ того, що в околицях Маркаколя мешкало давнє плем'я чудь. Другий історичний об'єкт — мальовничий Австрійський шлях навколо озера Маркаколь (нині дорога Теректи — Урунхайка). Цю дорогу збудували австрійські військовополонені під час Першої світової війни. Іншими точковими об'єктами у заповіднику виступають модрина-старожил, валуни з петрогліфами і кам'яні боввани кочівників. Поблизу заповідника розташований Катон-Карагайський національний парк.